# Liste des matchs de l'équipe du Pérou de football par adversaire
Cette liste présente les matchs de l'équipe du Pérou de football par adversaire rencontré. Lorsqu'une rivalité footballistique particulière existe entre le Pérou et un autre pays, une page spécifique est parfois proposée.
- Haut – A
- B
- C
- D
- E
- F
- G
- H
- I
- J
- K
- L
- M
- N
- O
- P
- Q
- R
- S
- T
- U
- V
- W
- X
- Y
- Z

## A

### Algérie

#### Confrontations
Confrontations entre l'Algérie et le Pérou en matchs officiels :
| Date          | Lieu  | Match           | Score | Compétition  |
| ------------- | ----- | --------------- | ----- | ------------ |
| 25 avril 1982 | Alger | Algérie - Pérou | 1-1   | Match amical |

#### Bilan
| Rang | Équipe  | Pts | J | G | N | P | Bp | Bc | Diff |
| ---- | ------- | --- | - | - | - | - | -- | -- | ---- |
| 1    | Algérie | 1   | 1 | 0 | 1 | 0 | 1  | 1  | 0    |
| 2    | Pérou   | 1   | 1 | 0 | 1 | 0 | 1  | 1  | 0    |

### Allemagne

#### Confrontations
Confrontations entre l'Allemagne de l'Ouest puis l'Allemagne et le Pérou en matchs officiels :
|   | Date             | Lieu     | Match             | Score | Compétition                    |
| - | ---------------- | -------- | ----------------- | ----- | ------------------------------ |
| 1 | 10 juin 1970     | León     | RFA - Pérou       | 3-1   | Coupe du monde 1970 (Groupe 4) |
| 2 | 9 septembre 2018 | Sinsheim | Allemagne - Pérou | 2-1   | Match amical                   |
| 3 | 25 mars 2023     | Mayence  | Allemagne - Pérou | 2-0   | Match amical                   |

#### Bilan
Au 25 mars 2023 :
- Total de matchs disputés : 3
- Victoires du Pérou : 0
- Matchs nuls : 0
- Victoires de l'Allemagne : 3
- Total de buts marqués par le Pérou : 2
- Total de buts marqués par l'Allemagne : 7

### Angleterre

#### Confrontations
Confrontations entre l'Angleterre et le Pérou en matchs officiels :
| Date        | Lieu    | Match              | Score | Compétition  |
| ----------- | ------- | ------------------ | ----- | ------------ |
| 17 mai 1959 | Lima    | Pérou - Angleterre | 4-1   | Match amical |
| 20 mai 1962 | Lima    | Pérou - Angleterre | 0-4   | Match amical |
| 30 mai 2014 | Londres | Angleterre - Pérou | 3-0   | Match amical |

#### Bilan
| Rang | Équipe     | Pts | J | G | N | P | Bp | Bc | Diff |
| ---- | ---------- | --- | - | - | - | - | -- | -- | ---- |
| 1    | Angleterre | 6   | 3 | 2 | 0 | 1 | 8  | 4  | +4   |
| 2    | Pérou      | 3   | 3 | 1 | 0 | 2 | 4  | 8  | -4   |

### Arabie saoudite

#### Confrontations
Confrontations entre l'Arabie saoudite et le Pérou en matchs officiels :
|   | Date        | Lieu       | Match                   | Score | Compétition  |
| - | ----------- | ---------- | ----------------------- | ----- | ------------ |
| 1 | 3 juin 2018 | Saint-Gall | Pérou - Arabie saoudite | 3-0   | Match amical |

#### Bilan
- Total de matchs disputés : 1
- Victoires du Pérou : 1
- Victoires de l'Arabie saoudite : 0
- Matchs nuls : 0
- Total de buts marqués par le Pérou : 3
- Total de buts marqués par l'Arabie saoudite : 0

### Argentine

#### Confrontations
Confrontations entre le Pérou et l'Argentine en matchs officiels.
|    | Date               | Lieu            | Match             | Score | Compétition                                                                |
| -- | ------------------ | --------------- | ----------------- | ----- | -------------------------------------------------------------------------- |
| 1  | 27 novembre 1927   | Lima            | Pérou - Argentine | 1-5   | Championnat sud-américain de football de 1927                              |
| 2  | 3 novembre 1929    | Buenos Aires    | Argentine - Pérou | 3-0   | Championnat sud-américain de football de 1929                              |
| 3  | 20 janvier 1935    | Lima            | Pérou - Argentine | 1-4   | Championnat sud-américain de football de 1935                              |
| 4  | 16 janvier 1937    | Buenos Aires    | Argentine - Pérou | 1-0   | Championnat sud-américain de football de 1937                              |
| 5  | 19 janvier 1941    | Lima            | Pérou - Argentine | 1-1   | Match amical                                                               |
| 6  | 26 janvier 1941    | Lima            | Pérou - Argentine | 1-1   | Match amical                                                               |
| 7  | 29 janvier 1941    | Lima            | Pérou - Argentine | 0-3   | Match amical                                                               |
| 8  | 12 février 1941    | Santiago        | Argentine - Pérou | 2-1   | Championnat sud-américain de football de 1941                              |
| 9  | 25 janvier 1942    | Montevideo      | Argentine - Pérou | 3-1   | Championnat sud-américain de football de 1942                              |
| 10 | 11 décembre 1947   | Guayaquil       | Argentine - Pérou | 3-2   | Championnat sud-américain de football de 1947                              |
| 11 | 16 mars 1955       | Santiago        | Pérou - Argentine | 2-2   | Championnat sud-américain de football de 1955                              |
| 12 | 22 janvier 1956    | Montevideo      | Argentine - Pérou | 2-1   | Championnat sud-américain de football de 1956                              |
| 13 | 28 février 1956    | Montevideo      | Argentine - Pérou | 0-0   | Match amical                                                               |
| 14 | 6 avril 1957       | Lima            | Pérou - Argentine | 2-1   | Championnat sud-américain de football de 1957                              |
| 15 | 9 avril 1957       | Lima            | Pérou - Argentine | 1-4   | Match amical                                                               |
| 16 | 18 mars 1959       | Buenos Aires    | Argentine - Pérou | 3-1   | Championnat sud-américain de football de 1959 (Argentine)                  |
| 17 | 13 mars 1963       | Cochabamba      | Pérou - Argentine | 2-1   | Championnat sud-américain de football de 1963                              |
| 18 | 29 août 1968       | Lima            | Pérou - Argentine | 2-2   | Match amical                                                               |
| 19 | 1er septembre 1968 | Lima            | Pérou - Argentine | 1-1   | Match amical                                                               |
| 20 | 3 août 1969        | Lima            | Pérou - Argentine | 1-0   | Qualifications pour la Coupe du monde 1970 (zone AmSud - gr. 2)            |
| 21 | 31 août 1969       | Buenos Aires    | Argentine - Pérou | 2-2   | Qualifications pour la Coupe du monde 1970 (zone AmSud - gr. 2)            |
| 22 | 25 octobre 1972    | Lima            | Pérou - Argentine | 0-2   | Match amical                                                               |
| 23 | 27 juillet 1973    | Buenos Aires    | Argentine - Pérou | 3-1   | Match amical                                                               |
| 24 | 28 octobre 1976    | Lima            | Pérou - Argentine | 1-3   | Match amical                                                               |
| 25 | 10 novembre 1976   | Buenos Aires    | Argentine - Pérou | 1-0   | Match amical                                                               |
| 26 | 19 mars 1978       | Buenos Aires    | Argentine - Pérou | 2-1   | Match amical                                                               |
| 27 | 23 mars 1978       | Lima            | Pérou - Argentine | 1-3   | Match amical                                                               |
| 28 | 21 juin 1978       | Buenos Aires    | Argentine - Pérou | 6-0   | Coupe du monde 1978 (2e tour - gr. B)                                      |
| 29 | 23 juin 1985       | Lima            | Pérou - Argentine | 1-0   | Qualifications pour la Coupe du monde 1986 (zone AmSud - gr. 1)            |
| 30 | 30 juin 1985       | Buenos Aires    | Argentine - Pérou | 2-2   | Qualifications pour la Coupe du monde 1986 (zone AmSud - gr. 1)            |
| 31 | 27 juin 1987       | Buenos Aires    | Argentine - Pérou | 1-1   | Copa América 1987 (gr. A)                                                  |
| 32 | 14 juillet 1991    | Santiago        | Argentine - Pérou | 3-2   | Copa América 1991 (gr. A)                                                  |
| 33 | 1er août 1993      | Lima            | Pérou - Argentine | 0-1   | Qualification pour la Coupe du monde 1994 (zone AmSud - gr. A)             |
| 34 | 22 août 1993       | Buenos Aires    | Argentine - Pérou | 2-1   | Qualification pour la Coupe du monde 1994 (zone AmSud - gr. A)             |
| 35 | 31 mai 1995        | Córdoba         | Argentine - Pérou | 1-0   | Match amical                                                               |
| 36 | 7 juillet 1996     | Lima            | Pérou - Argentine | 0-0   | Qualification pour la Coupe du monde 1998 : zone Amérique du Sud           |
| 37 | 8 juin 1997        | Buenos Aires    | Argentine - Pérou | 2-0   | Qualification pour la Coupe du monde 1998 : zone Amérique du Sud           |
| 38 | 21 juin 1997       | Sucre           | Pérou - Argentine | 2-1   | Copa América 1997 (quart de finale)                                        |
| 39 | 3 septembre 2000   | Lima            | Pérou - Argentine | 1-2   | Qualification pour la Coupe du monde 2002 : zone Amérique du Sud           |
| 40 | 8 novembre 2001    | Buenos Aires    | Argentine - Pérou | 2-0   | Qualification pour la Coupe du monde 2002 : zone Amérique du Sud           |
| 41 | 30 juin 2004       | East Rutherford | Argentine - Pérou | 2-1   | Match amical                                                               |
| 42 | 17 juillet 2004    | Chiclayo        | Pérou - Argentine | 0-1   | Copa América 2004 (quart de finale)                                        |
| 43 | 4 septembre 2004   | Lima            | Pérou - Argentine | 1-3   | Qualification pour la Coupe du monde 2006 : zone Amérique du Sud           |
| 44 | 9 octobre 2005     | Buenos Aires    | Argentine - Pérou | 2-0   | Qualification pour la Coupe du monde 2006 : zone Amérique du Sud           |
| 45 | 8 juillet 2007     | Barquisimeto    | Argentine - Pérou | 4-0   | Copa América 2007 (quart de finale)                                        |
| 46 | 10 septembre 2008  | Lima            | Pérou - Argentine | 1-1   | Éliminatoires de la Coupe du monde de football 2010 : zone Amérique du Sud |
| 47 | 10 octobre 2009    | Buenos Aires    | Argentine - Pérou | 2-1   | Éliminatoires de la Coupe du monde de football 2010 : zone Amérique du Sud |
| 48 | 11 septembre 2012  | Lima            | Pérou - Argentine | 1-1   | Éliminatoires de la Coupe du monde de football 2014 : zone Amérique du Sud |
| 49 | 11 octobre 2013    | Buenos Aires    | Argentine - Pérou | 3-1   | Éliminatoires de la Coupe du monde de football 2014 : zone Amérique du Sud |
| 50 | 6 octobre 2016     | Lima            | Pérou - Argentine | 2-2   | Éliminatoires de la Coupe du monde de football 2018 : zone Amérique du Sud |
| 51 | 5 octobre 2017     | Buenos Aires    | Argentine - Pérou | 0-0   | Éliminatoires de la Coupe du monde de football 2018 : zone Amérique du Sud |
| 52 | 17 novembre 2020   | Lima            | Pérou - Argentine | 0-2   | Éliminatoires de la Coupe du monde de football 2022 : zone Amérique du Sud |
| 53 | 14 octobre 2021    | Buenos Aires    | Argentine - Pérou | 1-0   | Éliminatoires de la Coupe du monde de football 2022 : zone Amérique du Sud |
| 54 | 17 octobre 2023    | Lima            | Pérou - Argentine | 0-2   | Éliminatoires de la Coupe du monde de football 2026 : zone Amérique du Sud |
| 55 | 30 Juin 2024       | Floride         | Argentine - Pérou | 2-0   | Copa América (Groupe A)                                                    |
| 56 | 19 Novembre 2024   | Buenos Aires    | Argentine - Pérou | 1-0   | Éliminatoires de la Coupe du monde de football 2026 : zone Amérique du Sud |

#### Bilan
- Total de matchs disputés : 56
- Victoires de l'Argentine : 37
- Victoires du Pérou : 5
- Matchs nuls : 14
- Total de buts marqués par l'Argentine : 110
- Total de buts marqués par le Pérou : 45

### Arménie

#### Confrontations
Confrontations entre l'Arménie et le Pérou en matchs officiels :
| Date         | Lieu | Match           | Score | Compétition  |
| ------------ | ---- | --------------- | ----- | ------------ |
| 20 juin 1996 | Lima | Pérou - Arménie | 4-0   | Match amical |

#### Bilan
| Rang | Équipe  | Pts | J | G | N | P | Bp | Bc | Diff |
| ---- | ------- | --- | - | - | - | - | -- | -- | ---- |
| 1    | Pérou   | 3   | 1 | 1 | 0 | 0 | 4  | 0  | +4   |
| 2    | Arménie | 0   | 1 | 0 | 0 | 1 | 0  | 4  | -4   |

### Australie
|   | Date         | Lieu   | Match             | Score           | Compétition                                                   |
| - | ------------ | ------ | ----------------- | --------------- | ------------------------------------------------------------- |
| 1 | 26 juin 2018 | Sotchi | Australie - Pérou | 0-2             | Coupe du monde 2018 (Groupe C)                                |
| 2 | 13 juin 2022 | Doha   | Australie - Pérou | 0-0 (tab : 5-4) | Éliminatoires de la Coupe du monde de football 2022 (barrage) |

#### Bilan
- Total de matchs disputés : 2
- Victoires de l'équipe du Pérou : 1
- Victoires de l'équipe d'Australie : 0
- Match nul : 1

### Autriche
| Date        | Lieu   | Match            | Score    | Compétition                            |
| ----------- | ------ | ---------------- | -------- | -------------------------------------- |
| 8 août 1936 | Berlin | Pérou - Autriche | 4-2 a.p. | Jeux olympiques 1936 (quart de finale) |

#### Bilan
- Total de matchs disputés : 1
- Victoires de l'équipe du Pérou : 1
- Victoires de l'équipe d'Autriche : 0
- Match nul : 0

## B

### Belgique

#### Confrontations
Confrontations entre la Belgique et le Pérou en matchs officiels :
| Date        | Lieu  | Match            | Score | Compétition      |
| ----------- | ----- | ---------------- | ----- | ---------------- |
| 30 mai 1999 | Kyoto | Belgique - Pérou | 1-1   | Coupe Kirin 1999 |

#### Bilan
| Rang | Équipe   | Pts | J | G | N | P | Bp | Bc | Diff |
| ---- | -------- | --- | - | - | - | - | -- | -- | ---- |
| 1    | Belgique | 1   | 1 | 0 | 1 | 0 | 1  | 1  | 0    |
| 2    | Pérou    | 1   | 1 | 0 | 1 | 0 | 1  | 1  | 0    |

### Biélorussie

#### Confrontations
Confrontations entre la Biélorussie et le Pérou en matchs officiels :
| Date            | Lieu | Match               | Score | Compétition  |
| --------------- | ---- | ------------------- | ----- | ------------ |
| 30 janvier 1993 | Lima | Pérou - Biélorussie | 1-1   | Match amical |

#### Bilan
| Rang | Équipe      | Pts | J | G | N | P | Bp | Bc | Diff |
| ---- | ----------- | --- | - | - | - | - | -- | -- | ---- |
| 1    | Biélorussie | 1   | 1 | 0 | 1 | 0 | 1  | 1  | 0    |
| 2    | Pérou       | 1   | 1 | 0 | 1 | 0 | 1  | 1  | 0    |

### Bolivie

#### Confrontations
Confrontations entre le Pérou et la Bolivie en matchs officiels.
|    | Date               | Lieu                    | Match           | Score            | Compétition                                                                |
| -- | ------------------ | ----------------------- | --------------- | ---------------- | -------------------------------------------------------------------------- |
| 1  | 13 novembre 1927   | Lima                    | Pérou - Bolivie | 3-2              | Championnat sud-américain de football de 1927                              |
| 2  | 13 août 1938       | Bogota                  | Pérou - Bolivie | 3-0              | Jeux bolivariens 1938                                                      |
| 3  | 27 décembre 1947   | Guayaquil               | Pérou - Bolivie | 2-0              | Championnat sud-américain de football de 1947                              |
| 4  | 27 avril 1949      | Santos                  | Pérou - Bolivie | 3-0              | Championnat sud-américain de football de 1949                              |
| 5  | 22 février 1953    | Lima                    | Pérou - Bolivie | 0-1              | Championnat sud-américain de football de 1953                              |
| 6  | 29 mars 1959       | Buenos Aires            | Pérou - Bolivie | 0-0              | Championnat sud-américain de football de 1959 (Argentine)                  |
| 7  | 21 mars 1963       | La Paz                  | Bolivie - Pérou | 3-2              | Championnat sud-américain de football de 1963                              |
| 8  | 10 août 1969       | La Paz                  | Bolivie - Pérou | 2-1              | Qualifications pour la Coupe du monde 1970 (zone AmSud - gr. 2)            |
| 9  | 17 août 1969       | Lima                    | Pérou - Bolivie | 3-0              | Qualifications pour la Coupe du monde 1970 (zone AmSud - gr. 2)            |
| 10 | 11 juin 1972       | Curitiba                | Pérou - Bolivie | 3-0              | Coupe de l'Indépendance (gr. 3)                                            |
| 11 | 24 mars 1973       | Lima                    | Pérou - Bolivie | 2-0              | Match amical                                                               |
| 12 | 15 juillet 1973    | La Paz                  | Bolivie - Pérou | 2-0              | Match amical                                                               |
| 13 | 27 juillet 1975    | Oruro                   | Bolivie - Pérou | 0-1              | Copa América 1975 (gr. B)                                                  |
| 14 | 7 août 1975        | Lima                    | Pérou - Bolivie | 3-1              | Copa América 1975 (gr. B)                                                  |
| 15 | 17 juillet 1977    | Cali                    | Pérou - Bolivie | 5-0              | Qualifications pour la Coupe du monde 1978 (zone AmSud - tour final)       |
| 16 | 21 août 1983       | La Paz                  | Bolivie - Pérou | 1-1              | Copa América 1983 (gr. C)                                                  |
| 17 | 4 septembre 1983   | Lima                    | Pérou - Bolivie | 2-1              | Copa América 1983 (gr. C)                                                  |
| 18 | 17 février 1985    | Lima                    | Pérou - Bolivie | 3-0              | Match amical                                                               |
| 19 | 1er mai 1985       | Santa Cruz de la Sierra | Bolivie - Pérou | 0-0              | Match amical                                                               |
| 20 | 20 août 1989       | La Paz                  | Bolivie - Pérou | 2-1              | Qualification pour la Coupe du monde 1990 (zone AmSud - gr. 1)             |
| 21 | 10 septembre 1989  | Lima                    | Pérou - Bolivie | 1-2              | Qualification pour la Coupe du monde 1990 (zone AmSud - gr. 1)             |
| 22 | 6 juin 1993        | Lima                    | Pérou - Bolivie | 1-0              | Match amical                                                               |
| 23 | 8 juin 1994        | Santa Cruz de la Sierra | Bolivie - Pérou | 0-0              | Match amical                                                               |
| 24 | 1er juillet 1995   | Lima                    | Pérou - Bolivie | 4-1              | Match amical                                                               |
| 25 | 11 février 1996    | Lima                    | Pérou - Bolivie | 1-3              | Match amical                                                               |
| 26 | 7 mars 1996        | Santa Cruz de la Sierra | Bolivie - Pérou | 2-0              | Match amical                                                               |
| 27 | 1er septembre 1996 | La Paz                  | Bolivie - Pérou | 0-0              | Qualification pour la Coupe du monde 1998 : zone Amérique du Sud           |
| 28 | 15 juin 1997       | La Paz                  | Bolivie - Pérou | 2-0              | Copa América 1997 (gr. A)                                                  |
| 29 | 6 juillet 1997     | Lima                    | Pérou - Bolivie | 2-1              | Qualification pour la Coupe du monde 1998 : zone Amérique du Sud           |
| 30 | 2 juillet 1999     | Asuncion                | Pérou - Bolivie | 1-0              | Copa América 1999 (gr. A)                                                  |
| 31 | 8 octobre 2000     | La Paz                  | Bolivie - Pérou | 1-0              | Qualification pour la Coupe du monde 2002 : zone Amérique du Sud           |
| 32 | 14 novembre 2001   | Lima                    | Pérou - Bolivie | 1-1              | Qualification pour la Coupe du monde 2002 : zone Amérique du Sud           |
| 33 | 6 juillet 2004     | Lima                    | Pérou - Bolivie | 2-2              | Copa América 2004 (gr. A)                                                  |
| 34 | 9 octobre 2004     | La Paz                  | Bolivie - Pérou | 1-0              | Qualification pour la Coupe du monde 2006 : zone Amérique du Sud           |
| 35 | 12 octobre 2005    | Tacna                   | Pérou - Bolivie | 4-1              | Qualification pour la Coupe du monde 2006 : zone Amérique du Sud           |
| 36 | 3 juillet 2007     | Mérida                  | Pérou - Bolivie | 2-2              | Copa América 2007 (gr. A)                                                  |
| 37 | 12 septembre 2007  | Lima                    | Pérou - Bolivie | 2-0              | Match amical                                                               |
| 38 | 6 février 2008     | La Paz                  | Bolivie - Pérou | 2-1              | Match amical                                                               |
| 39 | 11 octobre 2008    | La Paz                  | Bolivie - Pérou | 3-0              | Éliminatoires de la Coupe du monde de football 2010 : zone Amérique du Sud |
| 40 | 14 octobre 2009    | Lima                    | Pérou - Bolivie | 1-0              | Éliminatoires de la Coupe du monde de football 2010 : zone Amérique du Sud |
| 41 | 2 septembre 2011   | Lima                    | Pérou - Bolivie | 2-2              | Match amical                                                               |
| 42 | 5 septembre 2011   | La Paz                  | Bolivie - Pérou | 0-0              | Match amical                                                               |
| 43 | 12 octobre 2012    | La Paz                  | Bolivie - Pérou | 1-1              | Éliminatoires de la Coupe du monde de football 2014 : zone Amérique du Sud |
| 44 | 15 octobre 2013    | Lima                    | Pérou - Bolivie | 1-1              | Éliminatoires de la Coupe du monde de football 2014 : zone Amérique du Sud |
| 45 | 25 juin 2015       | Temuco                  | Pérou - Bolivie | 3-1              | Copa América 2015 (quart de finale)                                        |
| 46 | 1er septembre 2016 | La Paz                  | Bolivie - Pérou | 0-3 (tapis vert) | Éliminatoires de la Coupe du monde de football 2018 : zone Amérique du Sud |
| 47 | 31 août 2017       | Lima                    | Pérou - Bolivie | 2-1              | Éliminatoires de la Coupe du monde de football 2018 : zone Amérique du Sud |
| 48 | 18 juin 2019       | Rio de Janeiro          | Bolivie - Pérou | 1-3              | Copa América 2019 (gr. A)                                                  |
| 49 | 10 octobre 2021    | La Paz                  | Bolivie - Pérou | 1-0              | Éliminatoires de la Coupe du monde de football 2022 : zone Amérique du Sud |
| 50 | 11 novembre 2021   | Lima                    | Pérou - Bolivie | 3-0              | Éliminatoires de la Coupe du monde de football 2022 : zone Amérique du Sud |
| 51 | 19 novembre 2022   | Arequipa                | Pérou - Bolivie | 1-0              | Match amical                                                               |
| 52 | 16 novembre 2023   | La Paz                  | Bolivie - Pérou | 2-0              | Éliminatoires de la Coupe du monde de football 2026 : zone Amérique du Sud |

#### Bilan
Au 23 novembre 2022 :
- Total de matchs disputés : 51
- Victoires du Pérou : 25
- Victoires de la Bolivie : 14
- Matchs nuls : 12
- Total de buts marqués par le Pérou : 80
- Total de buts marqués par la Bolivie : 47

### Brésil

#### Confrontations
Confrontations entre le Brésil et le Pérou en matchs officiels :
|    | Date              | Lieu                    | Match          | Score | Compétition                                                                |
| -- | ----------------- | ----------------------- | -------------- | ----- | -------------------------------------------------------------------------- |
| 1  | 27 décembre 1936  | Buenos Aires            | Brésil - Pérou | 3-2   | Championnat sud-américain de football de 1937                              |
| 2  | 21 janvier 1942   | Montevideo              | Brésil - Pérou | 2-1   | Championnat sud-américain de football de 1942                              |
| 3  | 24 avril 1949     | Rio de Janeiro          | Brésil - Pérou | 7-1   | Championnat sud-américain de football de 1949                              |
| 4  | 10 avril 1952     | Santiago                | Brésil - Pérou | 0-0   | Championnat panaméricain de 1952                                           |
| 5  | 19 mars 1953      | Lima                    | Pérou - Brésil | 1-0   | Championnat sud-américain de football de 1953                              |
| 6  | 1er février 1956  | Montevideo              | Brésil - Pérou | 2-1   | Championnat sud-américain de football de 1956                              |
| 7  | 6 mars 1956       | Mexico                  | Brésil - Pérou | 1-0   | Championnat panaméricain de 1956                                           |
| 8  | 31 mars 1957      | Lima                    | Pérou - Brésil | 0-1   | Championnat sud-américain de football de 1957                              |
| 9  | 13 avril 1957     | Lima                    | Pérou - Brésil | 1-1   | Qualifications pour la Coupe du monde 1958 (zone AmSud - gr. 1)            |
| 10 | 21 avril 1957     | Rio de Janeiro          | Brésil - Pérou | 1-0   | Qualifications pour la Coupe du monde 1958 (zone AmSud - gr. 1)            |
| 11 | 10 mars 1959      | Buenos Aires            | Brésil - Pérou | 2-2   | Championnat sud-américain de football de 1959 (Argentine)                  |
| 12 | 10 mars 1963      | Cochabamba              | Brésil - Pérou | 1-0   | Championnat sud-américain de football de 1963                              |
| 13 | 4 juin 1966       | São Paulo               | Brésil - Pérou | 4-0   | Match amical                                                               |
| 14 | 8 juin 1966       | São Paulo               | Brésil - Pérou | 3-1   | Match amical                                                               |
| 15 | 14 juillet 1968   | Lima                    | Pérou - Brésil | 3-4   | Match amical                                                               |
| 16 | 17 juillet 1968   | Lima                    | Pérou - Brésil | 0-4   | Match amical                                                               |
| 17 | 7 avril 1969      | Porto Alegre            | Brésil - Pérou | 2-1   | Match amical                                                               |
| 18 | 9 avril 1969      | Rio de Janeiro          | Brésil - Pérou | 3-2   | Match amical                                                               |
| 19 | 14 juin 1970      | Guadalajara             | Brésil - Pérou | 4-2   | Coupe du monde 1970 (quart de finale)                                      |
| 20 | 30 septembre 1975 | Belo Horizonte          | Brésil - Pérou | 1-3   | Copa América 1975 (demi-finale aller)                                      |
| 21 | 4 octobre 1975    | Lima                    | Pérou - Brésil | 0-2   | Copa América 1975 (demi-finale retour)                                     |
| 22 | 10 juillet 1977   | Cali                    | Brésil - Pérou | 1-0   | Qualifications pour la Coupe du monde 1978 (zone AmSud - tour final)       |
| 23 | 1er mai 1978      | Rio de Janeiro          | Brésil - Pérou | 3-0   | Match amical                                                               |
| 24 | 14 juin 1978      | Mendoza                 | Brésil - Pérou | 3-0   | Coupe du monde 1978 (2e tour - gr. B)                                      |
| 25 | 28 avril 1985     | Brasilia                | Brésil - Pérou | 0-1   | Match amical                                                               |
| 26 | 1er avril 1986    | São Luís                | Brésil - Pérou | 4-0   | Match amical                                                               |
| 27 | 10 mai 1989       | Fortaleza               | Brésil - Pérou | 4-1   | Match amical                                                               |
| 28 | 24 mai 1989       | Lima                    | Pérou - Brésil | 1-1   | Match amical                                                               |
| 29 | 3 juillet 1989    | Salvador                | Brésil - Pérou | 0-0   | Copa América 1989 (gr. A)                                                  |
| 30 | 18 juin 1993      | Cuenca                  | Brésil - Pérou | 0-0   | Copa América 1993 (gr. B)                                                  |
| 31 | 10 juillet 1995   | Rivera                  | Brésil - Pérou | 2-0   | Copa América 1995 (gr. B)                                                  |
| 32 | 26 juin 1997      | Santa Cruz de la Sierra | Brésil - Pérou | 7-0   | Copa América 1997 (demi-finale)                                            |
| 33 | 4 juin 2000       | Lima                    | Pérou - Brésil | 0-1   | Qualification pour la Coupe du monde 2002 : zone Amérique du Sud           |
| 34 | 25 avril 2001     | São Paulo               | Brésil - Pérou | 1-1   | Qualification pour la Coupe du monde 2002 : zone Amérique du Sud           |
| 35 | 15 juillet 2001   | Cali                    | Brésil - Pérou | 2-0   | Copa América 2001 (gr. B)                                                  |
| 36 | 16 novembre 2003  | Lima                    | Pérou - Brésil | 1-1   | Qualification pour la Coupe du monde 2006 : zone Amérique du Sud           |
| 37 | 27 mars 2005      | Goiânia                 | Brésil - Pérou | 1-0   | Qualification pour la Coupe du monde 2006 : zone Amérique du Sud           |
| 38 | 18 novembre 2007  | Lima                    | Pérou - Brésil | 1-1   | Éliminatoires de la Coupe du monde de football 2010 : zone Amérique du Sud |
| 39 | 1er avril 2009    | Porto Alegre            | Brésil - Pérou | 3-0   | Éliminatoires de la Coupe du monde de football 2010 : zone Amérique du Sud |
| 40 | 14 juin 2015      | Temuco                  | Brésil - Pérou | 2-1   | Copa América 2015 (gr. C)                                                  |
| 41 | 17 novembre 2015  | Salvador                | Brésil - Pérou | 3-0   | Éliminatoires de la Coupe du monde de football 2018 : zone Amérique du Sud |
| 42 | 12 juin 2016      | Foxborough              | Pérou - Brésil | 1-0   | Copa América Centenario (gr. B)                                            |
| 43 | 15 novembre 2016  | Lima                    | Pérou - Brésil | 0-2   | Éliminatoires de la Coupe du monde de football 2018 : zone Amérique du Sud |
| 44 | 22 juin 2019      | São Paulo               | Brésil - Pérou | 5-0   | Copa América 2019 (gr. A)                                                  |
| 45 | 7 juillet 2019    | Rio de Janeiro          | Brésil - Pérou | 3-1   | Copa América 2019 (finale)                                                 |
| 46 | 10 septembre 2019 | Los Angeles             | Brésil - Pérou | 0-1   | Match amical                                                               |
| 47 | 13 octobre 2020   | Lima                    | Pérou - Brésil | 2-4   | Éliminatoires de la Coupe du monde de football 2022 : zone Amérique du Sud |
| 48 | 17 juin 2021      | Rio de Janeiro          | Brésil - Pérou | 4-0   | Copa América 2021 (gr. B)                                                  |
| 49 | 5 juillet 2021    | Rio de Janeiro          | Brésil - Pérou | 1-0   | Copa América 2021 (demi-finale)                                            |
| 50 | 9 septembre 2021  | Recife                  | Brésil - Pérou | 2-0   | Éliminatoires de la Coupe du monde de football 2022 : zone Amérique du Sud |
| 51 | 12 septembre 2023 | Lima                    | Pérou - Brésil | 0-1   | Éliminatoires de la Coupe du monde de football 2026 : zone Amérique du Sud |
| 52 | 15 octobre 2024   | Brasilia                | Brésil - Pérou | 4-0   | Éliminatoires de la Coupe du monde de football 2026 : Zone Amérique du Sud |

#### Bilan
Au 12 septembre 2023 :
- Total de matchs disputés : 52
- Victoires du Brésil : 40
- Victoires du Pérou : 5
- Matchs nuls : 9
- Total de buts marqués par le Brésil : 214
- Total de buts marqués par le Pérou : 33

### Bulgarie

#### Confrontations
Confrontations entre la Bulgarie et le Pérou en matchs officiels :
| Date            | Lieu | Match            | Score | Compétition                    |
| --------------- | ---- | ---------------- | ----- | ------------------------------ |
| 21 février 1970 | Lima | Pérou - Bulgarie | 1-3   | Match amical                   |
| 24 février 1970 | Lima | Pérou - Bulgarie | 5-3   | Match amical                   |
| 2 juin 1970     | León | Pérou - Bulgarie | 3-2   | Coupe du monde 1970 (Groupe 4) |
| 1er avril 1978  | Lima | Pérou - Bulgarie | 1-1   | Match amical                   |
| 12 février 1981 | Lima | Pérou - Bulgarie | 1-2   | Match amical                   |

#### Bilan
| Rang | Équipe   | Pts | J | G | N | P | Bp | Bc | Diff |
| ---- | -------- | --- | - | - | - | - | -- | -- | ---- |
| 1    | Bulgarie | 7   | 5 | 2 | 1 | 2 | 11 | 11 | 0    |
| 2    | Pérou    | 7   | 5 | 2 | 1 | 2 | 11 | 11 | 0    |

## C

### Cameroun

#### Confrontations
Confrontations entre le Cameroun et le Pérou en matchs officiels :
| Date         | Lieu       | Match            | Score | Compétition                    |
| ------------ | ---------- | ---------------- | ----- | ------------------------------ |
| 15 juin 1982 | La Corogne | Pérou - Cameroun | 0-0   | Coupe du monde 1982 (Groupe 1) |

#### Bilan
| Rang | Équipe   | Pts | J | G | N | P | Bp | Bc | Diff |
| ---- | -------- | --- | - | - | - | - | -- | -- | ---- |
| 1    | Cameroun | 1   | 1 | 0 | 1 | 0 | 0  | 0  | 0    |
| 2    | Pérou    | 1   | 1 | 0 | 1 | 0 | 0  | 0  | 0    |

### Canada

#### Confrontations
Confrontations entre le Canada et le Pérou en matchs officiels :
| Date             | Lieu    | Match          | Score | Compétition                  |
| ---------------- | ------- | -------------- | ----- | ---------------------------- |
| 4 septembre 2010 | Toronto | Canada - Pérou | 0-2   | Match amical                 |
| 25 Juin 2024     | Kansas  | Pérou - Canada | 0-1   | 2024 Copa América (Groupe A) |

#### Bilan
| Rang | Équipe | Pts | J | G | N | P | Bp | Bc | Diff |
| ---- | ------ | --- | - | - | - | - | -- | -- | ---- |
| 1    | Pérou  | 3   | 2 | 1 | 0 | 1 | 2  | 1  | +1   |
| 2    | Canada | 3   | 2 | 1 | 0 | 1 | 1  | 2  | -1   |

### Chine

#### Confrontations
Confrontations entre la Chine et le Pérou en matchs officiels :
| Date            | Lieu               | Match         | Score | Compétition    |
| --------------- | ------------------ | ------------- | ----- | -------------- |
| 22 avril 1978   | Lima               | Pérou - Chine | 2-1   | Match amical   |
| 28 janvier 1986 | Thiruvananthapuram | Chine - Pérou | 3-1   | Nehru Cup 1986 |

#### Bilan
| Rang | Équipe | Pts | J | G | N | P | Bp | Bc | Diff |
| ---- | ------ | --- | - | - | - | - | -- | -- | ---- |
| 1    | Chine  | 3   | 2 | 1 | 0 | 1 | 4  | 3  | +1   |
| 2    | Pérou  | 3   | 2 | 1 | 0 | 1 | 3  | 4  | -1   |

### Colombie

#### Confrontations
Confrontations entre le Pérou et la Colombie en matchs officiels.
|    | Date             | Lieu            | Match            | Score           | Compétition                                                                      |
| -- | ---------------- | --------------- | ---------------- | --------------- | -------------------------------------------------------------------------------- |
| 1  | 8 août 1938      | Bogota          | Colombie - Pérou | 2-4             | Jeux bolivariens de 1938                                                         |
| 2  | 23 décembre 1947 | Guayaquil       | Pérou - Colombie | 5-1             | Championnat sud-américain de football de 1947                                    |
| 3  | 10 avril 1949    | Rio de Janeiro  | Pérou - Colombie | 4-0             | Championnat sud-américain de football de 1949                                    |
| 4  | 27 mars 1957     | Lima            | Pérou - Colombie | 4-1             | Championnat sud-américain de football de 1957                                    |
| 5  | 30 avril 1961    | Bogota          | Colombie - Pérou | 1-0             | Tours préliminaires à la Coupe du monde de football 1962 : zone Amérique du Sud  |
| 6  | 7 mai 1961       | Lima            | Pérou - Colombie | 1-1             | Tours préliminaires à la Coupe du monde de football 1962 : zone Amérique du Sud  |
| 7  | 24 mars 1963     | La Paz          | Pérou - Colombie | 1-1             | Championnat sud-américain de football de 1963                                    |
| 8  | 8 mai 1969       | Bogota          | Colombie - Pérou | 1-3             | Match amical                                                                     |
| 9  | 18 juin 1969     | Lima            | Pérou - Colombie | 1-1             | Match amical                                                                     |
| 10 | 29 mars 1972     | Bogota          | Colombie - Pérou | 1-1             | Match amical                                                                     |
| 11 | 6 juin 1972      | Lima            | Pérou - Colombie | 0-0             | Match amical                                                                     |
| 12 | 1er juillet 1973 | Lima            | Pérou - Colombie | 3-1             | Match amical                                                                     |
| 13 | 16 octobre 1975  | Bogota          | Colombie - Pérou | 1-0             | Copa América 1975 (finale)                                                       |
| 14 | 22 octobre 1975  | Lima            | Pérou - Colombie | 2-0             | Copa América 1975 (finale)                                                       |
| 15 | 28 octobre 1975  | Caracas         | Colombie - Pérou | 0-1             | Copa América 1975 (finale)                                                       |
| 16 | 18 juillet 1979  | Lima            | Pérou - Colombie | 0-1             | Match amical                                                                     |
| 17 | 25 juillet 1979  | Bogota          | Colombie - Pérou | 1-2             | Match amical                                                                     |
| 18 | 26 juillet 1981  | Bogota          | Colombie - Pérou | 1-1             | Qualification pour la Coupe du monde 1982 (zone AmSud - gr. 2)                   |
| 19 | 16 août 1981     | Lima            | Pérou - Colombie | 2-0             | Qualification pour la Coupe du monde 1982 (zone AmSud - gr. 2)                   |
| 20 | 17 août 1983     | Lima            | Pérou - Colombie | 1-0             | Copa América 1983 (gr. C)                                                        |
| 21 | 28 août 1983     | Bogota          | Colombie - Pérou | 2-2             | Copa América 1983 (gr. C)                                                        |
| 22 | 2 août 1984      | Medellín        | Colombie - Pérou | 1-1             | Match amical                                                                     |
| 23 | 9 août 1984      | Lima            | Pérou - Colombie | 0-0             | Match amical                                                                     |
| 24 | 26 mai 1985      | Bogota          | Colombie - Pérou | 1-0             | Qualification pour la Coupe du monde 1986 (zone AmSud - gr. 1)                   |
| 25 | 9 juin 1985      | Lima            | Pérou - Colombie | 0-0             | Qualification pour la Coupe du monde 1986 (zone AmSud - gr. 1)                   |
| 26 | 3 février 1989   | Pereira         | Colombie - Pérou | 1-0             | Match amical                                                                     |
| 27 | 9 juillet 1989   | Recife          | Colombie - Pérou | 1-1             | Copa América 1989 (gr. A)                                                        |
| 28 | 8 août 1993      | Lima            | Pérou - Colombie | 0-1             | Tours préliminaires à la Coupe du monde de football 1994 : zone Amérique du Sud  |
| 29 | 29 août 1993     | Barranquilla    | Colombie - Pérou | 4-0             | Tours préliminaires à la Coupe du monde de football 1994 : zone Amérique du Sud  |
| 30 | 3 mai 1994       | Miami           | Colombie - Pérou | 1-0             | Match amical                                                                     |
| 31 | 7 juillet 1995   | Rivera          | Colombie - Pérou | 1-1             | Copa América 1995 (gr. B)                                                        |
| 32 | 2 juin 1996      | Lima            | Pérou - Colombie | 1-1             | Qualification pour la Coupe du monde 1998 : zone Amérique du Sud                 |
| 33 | 30 avril 1997    | Barranquilla    | Pérou - Colombie | 0-1             | Qualification pour la Coupe du monde 1998 : zone Amérique du Sud                 |
| 34 | 24 août 1997     | Lima            | Pérou - Colombie | 2-1             | Match amical                                                                     |
| 35 | 17 juin 1999     | Manizales       | Colombie - Pérou | 3-3             | Match amical                                                                     |
| 36 | 23 février 2000  | San Diego       | Colombie - Pérou | 2-1             | Gold Cup 2000 (demi-finale)                                                      |
| 37 | 19 juillet 2000  | Lima            | Pérou - Colombie | 0-1             | Tours préliminaires à la Coupe du monde de football 2002 : zone Amérique du Sud  |
| 38 | 23 juillet 2001  | Armenia         | Colombie - Pérou | 3-0             | Copa América 2001 (quart de finale)                                              |
| 39 | 16 août 2001     | Bogota          | Colombie - Pérou | 0-1             | Tours préliminaires à la Coupe du monde de football 2002 : zone Amérique du Sud  |
| 40 | 31 mars 2004     | Lima            | Pérou - Colombie | 0-2             | Phase qualificative de la Coupe du monde de football 2006 : zone Amérique du Sud |
| 41 | 12 juillet 2004  | Trujillo        | Pérou - Colombie | 2-2             | Copa América 2004 (gr. A)                                                        |
| 42 | 4 juin 2005      | Barranquilla    | Colombie - Pérou | 5-0             | Phase qualificative de la Coupe du monde de football 2006 : zone Amérique du Sud |
| 43 | 8 septembre 2007 | Lima            | Pérou - Colombie | 2-2             | Match amical                                                                     |
| 44 | 14 juin 2008     | Lima            | Pérou - Colombie | 1-1             | Éliminatoires de la Coupe du monde de football 2010 : zone Amérique du Sud       |
| 45 | 10 juin 2009     | Medellín        | Colombie - Pérou | 1-0             | Éliminatoires de la Coupe du monde de football 2010 : zone Amérique du Sud       |
| 46 | 17 novembre 2010 | Bogota          | Colombie - Pérou | 1-1             | Match amical                                                                     |
| 47 | 16 juillet 2011  | Córdoba         | Colombie - Pérou | 0-2             | Copa América 2011 (quart de finale)                                              |
| 48 | 3 juin 2012      | Lima            | Pérou - Colombie | 0-1             | Éliminatoires de la Coupe du monde de football 2014 : zone Amérique du Sud       |
| 49 | 11 juin 2013     | Barranquilla    | Colombie - Pérou | 2-0             | Éliminatoires de la Coupe du monde de football 2014 : zone Amérique du Sud       |
| 50 | 21 juin 2015     | Temuco          | Colombie - Pérou | 0-0             | Copa América 2015 (gr. C)                                                        |
| 51 | 8 septembre 2015 | Harrison        | Colombie - Pérou | 1-1             | Match amical                                                                     |
| 52 | 8 octobre 2015   | Barranquilla    | Colombie - Pérou | 2-0             | Éliminatoires de la Coupe du monde de football 2018 : zone Amérique du Sud       |
| 53 | 17 juin 2016     | East Rutherford | Colombie - Pérou | 0-0 (tab : 4-2) | Copa América Centenario (quart de finale)                                        |
| 54 | 10 octobre 2017  | Lima            | Pérou - Colombie | 1-1             | Éliminatoires de la Coupe du monde de football 2018 : zone Amérique du Sud       |
| 55 | 9 juin 2019      | Lima            | Pérou - Colombie | 0-3             | Match amical                                                                     |
| 56 | 15 novembre 2019 | Miami           | Pérou - Colombie | 0-1             | Match amical                                                                     |
| 57 | 3 juin 2021      | Lima            | Pérou - Colombie | 0-3             | Éliminatoires de la Coupe du monde de football 2022 : zone Amérique du Sud       |
| 58 | 20 juin 2021     | Goiânia         | Colombie - Pérou | 1-2             | Copa América 2021 (gr. B)                                                        |
| 59 | 9 juillet 2021   | Brasilia        | Colombie - Pérou | 3-2             | Copa América 2021 (match pour la 3e place)                                       |
| 60 | 28 janvier 2022  | Barranquilla    | Colombie - Pérou | 0-1             | Éliminatoires de la Coupe du monde de football 2022 : zone Amérique du Sud       |
| 61 | 6 Septembre 2024 | Lima            | Pérou - Colombie | 1-1             | FIFA 2026 Qualification                                                          |
| 62 | 3 Juin 2025      | Barranquilla    | Colombie - Pérou | 0-0             | FIFA 2026 Qualification                                                          |

#### Bilan
- Total de matchs disputés : 62
- Victoires de la Colombie : 22
- Victoires du Pérou : 18
- Matchs nuls : 24
- Total de buts marqués par la Colombie : 71
- Total de buts marqués par le Pérou : 65

### Corée du Sud

#### Confrontations
Confrontations entre la Corée du Sud et le Pérou en matchs officiels :
|   | Date         | Lieu  | Match                | Score | Compétition  |
| - | ------------ | ----- | -------------------- | ----- | ------------ |
| 1 | 14 août 2013 | Suwon | Corée du Sud - Pérou | 0-0   | Match amical |
| 2 | 16 juin 2023 | Pusan | Corée du Sud - Pérou | 0-1   | Match amical |

#### Bilan
- Total de matchs disputés : 2
- Victoires de la Corée du Sud : 0
- Victoires du Pérou : 1
- Matchs nuls : 1
- Total de buts marqués par la Corée du Sud : 0
- Total de buts marqués par le Pérou : 1

### Costa Rica

#### Confrontations
Confrontations entre le Costa Rica et le Pérou en matchs officiels.
|   | Date             | Lieu     | Match              | Score | Compétition                               |
| - | ---------------- | -------- | ------------------ | ----- | ----------------------------------------- |
| 1 | 17 mars 1956     | Mexico   | Costa Rica - Pérou | 4-2   | Championnat panaméricain de football 1956 |
| 2 | 14 août 1996     | Arequipa | Pérou - Costa Rica | 3-0   | Match amical                              |
| 3 | 22 août 2007     | San José | Costa Rica - Pérou | 1-1   | Match amical                              |
| 4 | 26 mars 2008     | Iquitos  | Pérou - Costa Rica | 3-1   | Match amical                              |
| 5 | 8 octobre 2010   | Lima     | Pérou - Costa Rica | 2-0   | Match amical                              |
| 6 | 15 août 2012     | San José | Costa Rica - Pérou | 0-1   | Match amical                              |
| 7 | 20 novembre 2018 | Arequipa | Pérou - Costa Rica | 2-3   | Match amical                              |
| 8 | 5 juin 2019      | Lima     | Pérou - Costa Rica | 1-0   | Match amical                              |

#### Bilan
Au 16 juin 2019 :
- Total de matchs disputés : 8
- Victoires du Pérou : 5
- Victoires du Costa Rica : 2
- Matchs nuls : 1
- Total de buts marqués par le Pérou : 15
- Total de buts marqués par le Costa Rica : 9

### Croatie

#### Confrontations
Confrontations entre la Croatie et le Pérou en matchs officiels.
|   | Date         | Lieu          | Match           | Score | Compétition  |
| - | ------------ | ------------- | --------------- | ----- | ------------ |
| 1 | 23 mars 2018 | Miami Gardens | Pérou - Croatie | 2-0   | Match amical |

#### Bilan
- Total de matchs disputés : 1
- Victoires du Pérou : 1
- Victoires de la Croatie : 0
- Matchs nuls : 0
- Total de buts marqués par le Pérou : 2
- Total de buts marqués par la Croatie : 0

## D

### Danemark
|   | Date            | Lieu     | Match            | Score | Compétition                    |
| 1 | 19 janvier 1997 | Pasadena | Pérou - Danemark | 1-2   | Match amical                   |
| 2 | 16 juin 2018    | Saransk  | Pérou - Danemark | 0-1   | Coupe du monde 2018 (Groupe C) |

#### Bilan
- Total de matchs disputés : 2
- Victoires du Pérou : 0
- Victoires du Danemark : 2
- Match nul : 0

## E

### Écosse

#### Confrontations
Confrontations entre l'Écosse et le Pérou en matchs officiels :
|   | Date              | Lieu    | Match          | Score | Compétition                    |
| - | ----------------- | ------- | -------------- | ----- | ------------------------------ |
| 1 | 26 avril 1972     | Glasgow | Écosse - Pérou | 2-0   | Match amical                   |
| 2 | 3 juin 1978       | Córdoba | Pérou - Écosse | 3-1   | Coupe du monde 1978 (Groupe 4) |
| 3 | 12 septembre 1979 | Glasgow | Écosse - Pérou | 1-1   | Match amical                   |
| 4 | 29 mai 2018       | Lima    | Pérou - Écosse | 2-0   | Match amical                   |

#### Bilan
- Total de matchs disputés : 4
- Victoires du Pérou : 2
- Victoires de l'Écosse : 1
- Matchs nuls : 1
- Total de buts marqués par le Pérou : 6
- Total de buts marqués par l'Écosse : 4

### Émirats arabes unis

#### Confrontations
Confrontations entre le Pérou et les Émirats arabes unis :
|   | Date        | Lieu   | Match                       | Score | Compétition      |
| - | ----------- | ------ | --------------------------- | ----- | ---------------- |
| 1 | 24 mai 2005 | Toyota | Émirats arabes unis - Pérou | 0-0   | Coupe Kirin 2005 |

#### Bilan
Au 12 avril 2019 :
- Total de matchs disputés : 1
- Victoires du Pérou : 0
- Matchs nuls : 1
- Victoires des Émirats arabes unis : 0
- Total de buts marqués par le Pérou : 0
- Total de buts marqués par les Émirats arabes unis : 0

### Espagne

#### Confrontations
Confrontations entre l'Espagne et le Pérou en matchs officiels :
| Date            | Lieu      | Match           | Score | Compétition  |
| --------------- | --------- | --------------- | ----- | ------------ |
| 10 juillet 1960 | Lima      | Pérou - Espagne | 1-3   | Match amical |
| 18 février 2004 | Barcelone | Espagne - Pérou | 2-1   | Match amical |
| 31 mai 2008     | Huelva    | Espagne - Pérou | 2-1   | Match amical |

#### Bilan
| Rang | Équipe  | Pts | J | G | N | P | Bp | Bc | Diff |
| ---- | ------- | --- | - | - | - | - | -- | -- | ---- |
| 1    | Espagne | 9   | 3 | 3 | 0 | 0 | 7  | 3  | +4   |
| 2    | Pérou   | 0   | 3 | 0 | 0 | 3 | 3  | 7  | -4   |

### États-Unis

#### Confrontations
Confrontations entre les États-Unis et le Pérou en matchs officiels :
|   | Date             | Lieu          | Match              | Score | Compétition           |
| - | ---------------- | ------------- | ------------------ | ----- | --------------------- |
| 1 | 4 juin 1989      | New York      | États-Unis - Pérou | 3-0   | Match amical          |
| 2 | 26 mai 1993      | Mission Viejo | États-Unis - Pérou | 0-0   | Match amical          |
| 3 | 16 octobre 1996  | Lima          | Pérou - États-Unis | 4-1   | Match amical          |
| 4 | 17 janvier 1997  | San Diego     | États-Unis - Pérou | 0-1   | US Cup 1997           |
| 5 | 16 février 2000  | Miami         | États-Unis - Pérou | 1-0   | Gold Cup 2000 (gr. B) |
| 6 | 4 septembre 2015 | Washington    | États-Unis - Pérou | 2-1   | Match amical          |
| 7 | 16 octobre 2018  | East Hartford | États-Unis - Pérou | 1-1   | Match amical          |

#### Bilan
Au 17 octobre 2018
- Total de matchs disputés : 7
- Victoires du Pérou : 2
- Victoires des États-Unis : 3
- Matchs nuls : 2
- Total de buts marqués par le Pérou : 7
- Total de buts marqués par les États-Unis : 8

## F

### Finlande
| Date        | Lieu   | Match            | Score | Compétition                               |
| ----------- | ------ | ---------------- | ----- | ----------------------------------------- |
| 6 août 1936 | Berlin | Pérou - Finlande | 7-3   | Jeux olympiques 1936 (huitième de finale) |

#### Bilan
- Total de matchs disputés : 1
- Victoires du Pérou : 1
- Victoires de la Finlande : 0
- Match nul : 0

### France

#### Confrontations
Confrontations entre la France et le Pérou en matchs officiels :
|   | Date          | Lieu           | Match          | Score | Compétition                    |
| - | ------------- | -------------- | -------------- | ----- | ------------------------------ |
| 1 | 28 avril 1982 | Paris          | France - Pérou | 0-1   | Match amical                   |
| 2 | 21 juin 2018  | Iekaterinbourg | France - Pérou | 1-0   | Coupe du monde 2018 (Groupe C) |

#### Bilan
- Total de matchs disputés : 2
- Victoires du Pérou : 1
- Victoires de la France : 1
- Matchs nuls : 0
- Total de buts marqués par le Pérou : 1
- Total de buts marqués par la France : 1

## G

### Guatemala

#### Confrontations
Confrontations entre le Guatemala et le Pérou en matchs officiels.
|   | Date            | Lieu          | Match             | Score | Compétition  |
| - | --------------- | ------------- | ----------------- | ----- | ------------ |
| 1 | 4 mars 1973     | Lima          | Pérou - Guatemala | 5-1   | Match amical |
| 2 | 2 juillet 2003  | San Francisco | Pérou - Guatemala | 2-1   | Match amical |
| 3 | 27 août 2003    | Lima          | Pérou - Guatemala | 0-0   | Match amical |
| 4 | 14 octobre 2014 | Lima          | Pérou - Guatemala | 1-0   | Match amical |

#### Bilan
- Total de matchs disputés : 4
- Victoires du Pérou : 3
- Victoires du Guatemala : 0
- Matchs nuls : 1
- Total de buts marqués par le Pérou : 8
- Total de buts marqués par le Guatemala : 2

## H

### Haïti

#### Confrontations
Confrontations entre Haïti et le Pérou en matchs officiels :
|   | Date            | Lieu           | Match         | Score | Compétition                     |
| - | --------------- | -------------- | ------------- | ----- | ------------------------------- |
| 1 | 26 mai 1977     | Port-au-Prince | Haïti - Pérou | 1-2   | Match amical                    |
| 2 | 29 mai 1977     | Port-au-Prince | Haïti - Pérou | 2-2   | Match amical                    |
| 3 | 14 février 2000 | Miami          | Haïti - Pérou | 1-1   | Gold Cup 2000 (gr. B)           |
| 4 | 22 mars 2005    | Lima           | Pérou - Haïti | 5-1   | Match amical                    |
| 5 | 4 juin 2016     | Seattle        | Pérou - Haïti | 1-0   | Copa América Centenario (gr. B) |

#### Bilan
- Total de matchs disputés : 5
- Victoires du Pérou : 3
- Victoires d'Haïti : 0
- Matchs nuls : 2
- Total de buts marqués par le Pérou : 11
- Total de buts marqués par Haïti : 5

### Honduras

#### Confrontations
Confrontations entre le Honduras et le Pérou en matchs officiels :
|   | Date              | Lieu    | Match            | Score | Compétition                     |
| - | ----------------- | ------- | ---------------- | ----- | ------------------------------- |
| 1 | 26 février 1984   | Lima    | Pérou - Honduras | 1-3   | Match amical                    |
| 2 | 27 janvier 1993   | Lima    | Pérou - Honduras | 1-1   | Match amical                    |
| 3 | 5 mai 1994        | Miami   | Honduras - Pérou | 2-1   | Match amical                    |
| 4 | 1er décembre 1999 | Lima    | Pérou - Honduras | 0-0   | Match amical                    |
| 5 | 19 février 2000   | Miami   | Honduras - Pérou | 3-5   | Gold Cup 2000 (quart de finale) |
| 6 | 7 mars 2001       | Miami   | Honduras - Pérou | 0-0   | Match amical                    |
| 7 | 18 novembre 2009  | Miami   | Honduras - Pérou | 1-2   | Match amical                    |
| 8 | 14 novembre 2012  | Houston | Pérou - Honduras | 0-0   | Match amical                    |

#### Bilan
| Rang | Équipe   | Pts | J | G | N | P | Bp | Bc | Diff |
| ---- | -------- | --- | - | - | - | - | -- | -- | ---- |
| 1    | Honduras | 10  | 8 | 2 | 4 | 2 | 10 | 10 | 0    |
| 2    | Pérou    | 10  | 8 | 2 | 4 | 2 | 10 | 10 | 0    |

### Hongrie

#### Confrontations
Confrontations entre la Hongrie et le Pérou en matchs officiels :
| Date           | Lieu     | Match           | Score | Compétition  |
| -------------- | -------- | --------------- | ----- | ------------ |
| 9 février 1977 | Lima     | Pérou - Hongrie | 3-2   | Match amical |
| 18 avril 1982  | Budapest | Hongrie - Pérou | 1-2   | Match amical |

#### Bilan
| Rang | Équipe  | Pts | J | G | N | P | Bp | Bc | Diff |
| ---- | ------- | --- | - | - | - | - | -- | -- | ---- |
| 1    | Pérou   | 6   | 2 | 2 | 0 | 0 | 5  | 3  | +2   |
| 2    | Hongrie | 0   | 2 | 0 | 0 | 2 | 3  | 5  | -2   |

## I

### Inde

#### Confrontations
Confrontations entre l'Inde et le Pérou en matchs officiels :
| Date            | Lieu      | Match        | Score | Compétition    |
| --------------- | --------- | ------------ | ----- | -------------- |
| 30 janvier 1986 | New Delhi | Inde - Pérou | 0-1   | Nehru Cup 1986 |

#### Bilan
| Rang | Équipe | Pts | J | G | N | P | Bp | Bc | Diff |
| ---- | ------ | --- | - | - | - | - | -- | -- | ---- |
| 1    | Pérou  | 3   | 1 | 1 | 0 | 0 | 1  | 0  | +1   |
| 2    | Inde   | 0   | 1 | 0 | 0 | 1 | 0  | 1  | -1   |

### Irak

#### Confrontations
Confrontations entre l'Irak et le Pérou en matchs officiels :
|   | Date             | Lieu  | Match        | Score | Compétition  |
| - | ---------------- | ----- | ------------ | ----- | ------------ |
| 1 | 4 septembre 2014 | Dubaï | Pérou - Irak | 2-0   | Match amical |

#### Bilan
- Total de matchs disputés : 1
- Victoires du Pérou : 1
- Victoires de l'Irak : 0
- Matchs nuls : 0
- Total de buts marqués par le Pérou : 2
- Total de buts marqués par l'Irak : 0

### Iran

#### Confrontations
Confrontations entre l'Iran et le Pérou en matchs officiels :
| Date         | Lieu    | Match        | Score | Compétition                    |
| ------------ | ------- | ------------ | ----- | ------------------------------ |
| 11 juin 1978 | Córdoba | Pérou - Iran | 4-1   | Coupe du monde 1978 (Groupe 4) |

#### Bilan
| Rang | Équipe | Pts | J | G | N | P | Bp | Bc | Diff |
| ---- | ------ | --- | - | - | - | - | -- | -- | ---- |
| 1    | Pérou  | 3   | 1 | 1 | 0 | 0 | 4  | 1  | +3   |
| 2    | Iran   | 0   | 1 | 0 | 0 | 1 | 1  | 1  | 0    |

### Islande

#### Confrontations
Confrontations entre l'Islande et le Pérou en matchs officiels :
|   | Date         | Lieu     | Match           | Score | Compétition  |
| - | ------------ | -------- | --------------- | ----- | ------------ |
| 1 | 27 mars 2018 | Harrison | Pérou - Islande | 3-1   | Match amical |

#### Bilan
- Total de matchs disputés : 1
- Victoires du Pérou : 1
- Victoires de l'Islande : 0
- Matchs nuls : 0
- Total de buts marqués par le Pérou : 3
- Total de buts marqués par l'Islande : 1

### Italie

#### Confrontations
Confrontations entre l'Italie et le Pérou en matchs officiels :
| Date         | Lieu | Match          | Score | Compétition                    |
| ------------ | ---- | -------------- | ----- | ------------------------------ |
| 18 juin 1982 | Vigo | Italie - Pérou | 1-1   | Coupe du monde 1982 (Groupe 1) |

#### Bilan
| Rang | Équipe | Pts | J | G | N | P | Bp | Bc | Diff |
| ---- | ------ | --- | - | - | - | - | -- | -- | ---- |
| 1    | Italie | 1   | 1 | 0 | 1 | 0 | 1  | 1  | 0    |
| 2    | Pérou  | 1   | 1 | 0 | 1 | 0 | 1  | 1  | 0    |

## J

### Jamaïque

#### Confrontations
Confrontations entre la Jamaïque et le Pérou en matchs officiels :
|   | Date             | Lieu            | Match            | Score | Compétition  |
| - | ---------------- | --------------- | ---------------- | ----- | ------------ |
| 1 | 15 novembre 2006 | Kingston        | Jamaïque - Pérou | 1-1   | Match amical |
| 2 | 7 septembre 2010 | Fort Lauderdale | Jamaïque - Pérou | 1-2   | Match amical |
| 3 | 13 juin 2017     | Arequipa        | Pérou - Jamaïque | 3-1   | Match amical |
| 4 | 20 janvier 2022  | Lima            | Pérou - Jamaïque | 3-0   | Match amical |

#### Bilan
Au 20 janvier 2022 :
- Total de matchs disputés : 4
- Victoires du Pérou : 3
- Matchs nuls : 1
- Victoires de la Jamaïque : 0
- Total de buts marqués par le Pérou : 9
- Total de buts marqués par la Jamaïque : 3

### Japon

#### Confrontations
Confrontations entre le Japon et le Pérou en matchs officiels :
|   | Date            | Lieu     | Match         | Score | Compétition               |
| - | --------------- | -------- | ------------- | ----- | ------------------------- |
| 1 | 28 juillet 1967 | Lima     | Pérou - Japon | 1-0   | Match amical              |
| 2 | 30 juillet 1967 | Lima     | Pérou - Japon | 0-0   | Match amical              |
| 3 | 6 juin 1999     | Yokohama | Japon - Pérou | 0-0   | Coupe Kirin 1999          |
| 4 | 29 juin 1999    | Asuncion | Pérou - Japon | 3-2   | Copa América 1999 (gr. A) |
| 5 | 22 mai 2005     | Niigata  | Japon - Pérou | 0-1   | Coupe Kirin 2005          |
| 6 | 24 mars 2007    | Yokohama | Japon - Pérou | 2-0   | Match amical              |
| 7 | 1er juin 2011   | Niigata  | Japon - Pérou | 0-0   | Coupe Kirin 2011          |
| 8 | 20 juin 2023    | Osaka    | Japon - Pérou | 4-1   | Match amical              |

#### Bilan
Au 20 juin 2023 :
- Total de matchs disputés : 8
- Victoires du Pérou : 3
- Victoires du Japon : 2
- Matchs nuls : 3
- Total de buts marqués par le Pérou : 6
- Total de buts marqués par le Japon : 8

## M

### Maroc

#### Confrontations
Confrontations entre le Maroc et le Pérou en matchs officiels :
| Date         | Lieu   | Match         | Score | Compétition                    |
| ------------ | ------ | ------------- | ----- | ------------------------------ |
| 6 juin 1970  | León   | Pérou - Maroc | 3-0   | Coupe du monde 1970 (Groupe 4) |
| 28 mars 2023 | Madrid | Pérou - Maroc | 0-0   | Match amical                   |

#### Bilan
| Rang | Équipe | Pts | J | G | N | P | Bp | Bc | Diff |
| ---- | ------ | --- | - | - | - | - | -- | -- | ---- |
| 1    | Pérou  | 4   | 1 | 1 | 1 | 0 | 3  | 0  | +3   |
| 2    | Maroc  | 1   | 1 | 0 | 1 | 1 | 0  | 3  | -3   |

### Mexique

#### Confrontations
Confrontations entre le Mexique et le Pérou en matchs officiels :
|    | Date              | Lieu          | Match           | Score           | Compétition                                |
| -- | ----------------- | ------------- | --------------- | --------------- | ------------------------------------------ |
| 1  | 20 avril 1952     | Santiago      | Pérou - Mexique | 3-0             | Championnat panaméricain de football 1952  |
| 2  | 4 mars 1956       | Mexico        | Mexique - Pérou | 0-2             | Championnat panaméricain de football 1956  |
| 3  | 20 octobre 1968   | Lima          | Pérou - Mexique | 3-3             | Match amical                               |
| 4  | 20 mai 1969       | Mexico        | Mexique - Pérou | 0-1             | Match amical                               |
| 5  | 22 mai 1969       | León          | Mexique - Pérou | 3-0             | Match amical                               |
| 6  | 5 mars 1970       | Lima          | Pérou - Mexique | 0-1             | Match amical                               |
| 7  | 8 mars 1970       | Lima          | Pérou - Mexique | 1-0             | Match amical                               |
| 8  | 15 mars 1970      | Mexico        | Mexique - Pérou | 3-1             | Match amical                               |
| 9  | 18 mars 1970      | León          | Mexique - Pérou | 3-3             | Match amical                               |
| 10 | 5 avril 1972      | Mexico        | Mexique - Pérou | 2-1             | Match amical                               |
| 11 | 9 août 1972       | Lima          | Pérou - Mexique | 3-2             | Match amical                               |
| 12 | 17 mai 1977       | Mexico        | Mexique - Pérou | 1-1             | Match amical                               |
| 13 | 24 mai 1977       | Monterrey     | Mexique - Pérou | 2-1             | Match amical                               |
| 14 | 11 avril 1978     | Los Angeles   | Pérou - Mexique | 1-0             | Match amical                               |
| 15 | 1er novembre 1979 | Monterrey     | Mexique - Pérou | 1-0             | Match amical                               |
| 16 | 20 septembre 1985 | Los Angeles   | Pérou - Mexique | 0-0             | Match amical                               |
| 17 | 22 septembre 1985 | San José      | Mexique - Pérou | 1-0             | Match amical                               |
| 18 | 27 juin 1993      | Quito         | Mexique - Pérou | 4-2             | Copa América 1993 (quart de finale)        |
| 19 | 22 janvier 1997   | Pasadena      | Pérou - Mexique | 0-0             | US Cup 1997                                |
| 20 | 28 juin 1997      | Oruro         | Mexique - Pérou | 1-0             | Copa América 1997 (match pour la 3e place) |
| 21 | 15 avril 1998     | Los Angeles   | Mexique - Pérou | 1-0             | Match amical                               |
| 22 | 10 juillet 1999   | Asuncion      | Mexique - Pérou | 3-3 (tab : 4-2) | Copa América 1999 (quart de finale)        |
| 23 | 15 juillet 2001   | Cali          | Pérou - Mexique | 1-0             | Copa América 2001 (gr. B)                  |
| 24 | 20 août 2003      | New York      | Pérou - Mexique | 3-1             | Match amical                               |
| 25 | 8 juin 2008       | Chicago       | Mexique - Pérou | 4-0             | Match amical                               |
| 26 | 18 juillet 2011   | Mendoza       | Pérou - Mexique | 1-0             | Copa América 2011 (gr. C)                  |
| 27 | 17 avril 2013     | San Francisco | Pérou - Mexique | 0-0             | Match amical                               |
| 28 | 3 juin 2015       | Lima          | Pérou - Mexique | 1-1             | Match amical                               |
| 29 | 24 septembre 2022 | Pasadena      | Pérou - Mexique | 0-1             | Match amical                               |

#### Bilan
- Total de matchs disputés : 29
- Victoires du Pérou : 9
- Victoires du Mexique : 12
- Matchs nuls : 8
- Total de buts marqués par le Pérou : 32
- Total de buts marqués par le Mexique : 38

## N

### Nicaragua

#### Confrontaions
Confrontations entre le Nicaragua et le Pérou : 
| Date         | Lieu | Match             | Score | Compétition  |
| ------------ | ---- | ----------------- | ----- | ------------ |
| 22 mars 2024 | Lima | Pérou - Nicaragua | 2-0   | Match amical |

#### Bilan
- Total de matchs de disputés : 1
- Victoires du Pérou : 2
- Victoires du Nicaragua : 0
- Matchs nuls : 0
- Total de buts marqués par le Pérou : 2
- Total de buts marqués par le Nicaragua : 0

### Nigeria

#### Confrontations
Confrontations entre le Nigeria et le Pérou en matchs officiels :
| Date        | Lieu | Match           | Score | Compétition  |
| ----------- | ---- | --------------- | ----- | ------------ |
| 23 mai 2012 | Lima | Pérou - Nigeria | 1-0   | Match amical |

#### Bilan
| Rang | Équipe  | Pts | J | G | N | P | Bp | Bc | Diff |
| ---- | ------- | --- | - | - | - | - | -- | -- | ---- |
| 1    | Pérou   | 3   | 1 | 1 | 0 | 0 | 1  | 0  | +1   |
| 2    | Nigeria | 0   | 1 | 0 | 0 | 1 | 0  | 1  | -1   |

### Nouvelle-Zélande

#### Confrontations
Confrontations entre la Nouvelle-Zélande et le Pérou en matchs officiels :
|   | Date             | Lieu       | Match                    | Score | Compétition                                                   |
| - | ---------------- | ---------- | ------------------------ | ----- | ------------------------------------------------------------- |
| 1 | 11 novembre 2017 | Wellington | Nouvelle-Zélande - Pérou | 0-0   | Éliminatoires de la Coupe du monde de football 2018 (barrage) |
| 2 | 15 novembre 2017 | Lima       | Pérou - Nouvelle-Zélande | 2-0   | Éliminatoires de la Coupe du monde de football 2018 (barrage) |
| 3 | 5 juin 2022      | Barcelone  | Pérou - Nouvelle-Zélande | 1-0   | Match amical                                                  |

#### Bilan
- Total de matchs disputés : 3
- Victoires du Pérou : 2
- Victoires de la Nouvelle-Zélande : 0
- Matchs nuls : 1
- Total de buts marqués par le Pérou : 3
- Total de buts marqués par la Nouvelle-Zélande : 0

## P

### Panama

#### Confrontations
Confrontations entre le Panama et le Pérou en matchs officiels :
|   | Date             | Lieu     | Match          | Score | Compétition                      |
| - | ---------------- | -------- | -------------- | ----- | -------------------------------- |
| 1 | 23 mars 1952     | Santiago | Pérou - Panama | 7-1   | Championnat panaméricain de 1952 |
| 2 | 23 avril 1973    | Lima     | Pérou - Panama | 4-0   | Match amical                     |
| 3 | 16 août 2006     | Lima     | Pérou - Panama | 0-2   | Match amical                     |
| 4 | 19 novembre 2006 | Panama   | Panama - Pérou | 1-2   | Match amical                     |
| 5 | 12 octobre 2010  | Panama   | Panama - Pérou | 1-0   | Match amical                     |
| 6 | 8 février 2011   | Moquegua | Pérou - Panama | 1-0   | Match amical                     |
| 7 | 1er juin 2013    | Panama   | Panama - Pérou | 1-2   | Match amical                     |
| 8 | 6 août 2014      | Lima     | Pérou - Panama | 3-0   | Match amical                     |
| 9 | 16 janvier 2022  | Lima     | Pérou - Panama | 1-1   | Match amical                     |

#### Bilan
- Total de matchs disputés : 9
- Victoires du Pérou : 6
- Victoires du Panama : 2
- Matchs nuls : 1
- Total de buts marqués par le Pérou : 20
- Total de buts marqués par le Panama : 7

### Paraguay

#### Confrontations
Confrontations entre le Paraguay et le Pérou en matchs officiels.
|    | Date              | Lieu                 | Match            | Score | Compétition                                                                |
| -- | ----------------- | -------------------- | ---------------- | ----- | -------------------------------------------------------------------------- |
| 1  | 16 novembre 1929  | Buenos Aires         | Paraguay - Pérou | 5-0   | Championnat sud-américain de football de 1929                              |
| 2  | 24 janvier 1937   | Buenos Aires         | Pérou - Paraguay | 1-0   | Championnat sud-américain de football de 1937                              |
| 3  | 29 janvier 1939   | Lima                 | Pérou - Paraguay | 3-0   | Championnat sud-américain de football de 1939                              |
| 4  | 18 janvier 1942   | Montevideo           | Pérou - Paraguay | 1-1   | Championnat sud-américain de football de 1942                              |
| 5  | 6 décembre 1947   | Guayaquil            | Paraguay - Pérou | 2-2   | Championnat sud-américain de football de 1947                              |
| 6  | 13 avril 1949     | Rio de Janeiro       | Paraguay - Pérou | 3-1   | Championnat sud-américain de football de 1949                              |
| 7  | 8 mars 1953       | Lima                 | Pérou - Paraguay | 2-2   | Championnat sud-américain de football de 1953                              |
| 8  | 23 mars 1955      | Santiago             | Pérou - Paraguay | 1-1   | Championnat sud-américain de football de 1955                              |
| 9  | 5 février 1956    | Montevideo           | Pérou - Paraguay | 1-1   | Championnat sud-américain de football de 1956                              |
| 10 | 2 avril 1959      | Buenos Aires         | Paraguay - Pérou | 2-1   | Championnat sud-américain de football de 1959                              |
| 11 | 27 mars 1963      | Cochabamba           | Paraguay - Pérou | 4-1   | Championnat sud-américain de football de 1963                              |
| 12 | 3 avril 1965      | Lima                 | Pérou - Paraguay | 0-1   | Match amical                                                               |
| 13 | 9 juillet 1969    | Lima                 | Pérou - Paraguay | 2-1   | Match amical                                                               |
| 14 | 18 juillet 1969   | Lima                 | Pérou - Paraguay | 2-1   | Match amical                                                               |
| 15 | 27 juillet 1971   | Lima                 | Pérou - Paraguay | 0-0   | Match amical                                                               |
| 16 | 15 août 1971      | Asuncion             | Paraguay - Pérou | 2-0   | Match amical                                                               |
| 17 | 14 juin 1972      | Campo Grande         | Paraguay - Pérou | 1-0   | Coupe de l'Indépendance (gr. 3)                                            |
| 18 | 28 mars 1973      | Lima                 | Pérou - Paraguay | 1-0   | Match amical                                                               |
| 19 | 8 avril 1973      | Asuncion             | Paraguay - Pérou | 1-1   | Match amical                                                               |
| 20 | 10 juillet 1975   | Lima                 | Pérou - Paraguay | 2-0   | Match amical                                                               |
| 21 | 13 octobre 1979   | Lima                 | Pérou - Paraguay | 2-3   | Match amical                                                               |
| 22 | 5 octobre 1983    | Lima                 | Pérou - Paraguay | 0-2   | Match amical                                                               |
| 23 | 7 octobre 1983    | Asuncion             | Paraguay - Pérou | 4-1   | Match amical                                                               |
| 24 | 16 octobre 1985   | Lima                 | Pérou - Paraguay | 0-1   | Match amical                                                               |
| 25 | 21 septembre 1988 | Lima                 | Pérou - Paraguay | 0-1   | Match amical                                                               |
| 26 | 15 mai 1989       | Asuncion             | Paraguay - Pérou | 1-1   | Match amical                                                               |
| 27 | 1er juillet 1989  | Salvador             | Paraguay - Pérou | 5-2   | Copa América 1989 (gr. A)                                                  |
| 28 | 14 juillet 1991   | Santiago             | Paraguay - Pérou | 1-0   | Copa América 1991 (gr. A)                                                  |
| 29 | 18 juin 1993      | Cuenca               | Paraguay - Pérou | 1-1   | Copa América 1993 (gr. B)                                                  |
| 30 | 15 août 1993      | Asuncion             | Paraguay - Pérou | 2-1   | Qualification pour la Coupe du monde 1994 (zone AmSud - gr. A)             |
| 31 | 5 septembre 1993  | Lima                 | Pérou - Paraguay | 2-2   | Qualification pour la Coupe du monde 1994 (zone AmSud - gr. A)             |
| 32 | 17 février 1997   | Asuncion             | Paraguay - Pérou | 2-1   | Qualification pour la Coupe du monde 1998 : zone Amérique du Sud           |
| 33 | 16 novembre 1997  | Lima                 | Pérou - Paraguay | 1-0   | Qualification pour la Coupe du monde 1998 : zone Amérique du Sud           |
| 34 | 5 juillet 1999    | Pedro Juan Caballero | Paraguay - Pérou | 1-0   | Copa América 1999 (gr. A)                                                  |
| 35 | 29 mars 2000      | Lima                 | Pérou - Paraguay | 1-0   | Qualification pour la Coupe du monde 2002 : zone Amérique du Sud           |
| 36 | 15 novembre 2000  | Asuncion             | Paraguay - Pérou | 5-1   | Qualification pour la Coupe du monde 2002 : zone Amérique du Sud           |
| 37 | 12 juillet 2001   | Cali                 | Paraguay - Pérou | 3-3   | Copa América 2001 (gr. B)                                                  |
| 38 | 30 avril 2003     | Lima                 | Pérou - Paraguay | 0-1   | Match amical                                                               |
| 39 | 6 septembre 2003  | Lima                 | Pérou - Paraguay | 4-1   | Qualification pour la Coupe du monde 2006 : zone Amérique du Sud           |
| 40 | 13 octobre 2004   | Asuncion             | Paraguay - Pérou | 1-1   | Qualification pour la Coupe du monde 2006 : zone Amérique du Sud           |
| 41 | 13 octobre 2007   | Lima                 | Pérou - Paraguay | 0-0   | Éliminatoires de la Coupe du monde de football 2010 : zone Amérique du Sud |
| 42 | 15 octobre 2008   | Asuncion             | Paraguay - Pérou | 1-0   | Éliminatoires de la Coupe du monde de football 2010 : zone Amérique du Sud |
| 43 | 11 février 2009   | Lima                 | Pérou - Paraguay | 0-1   | Match amical                                                               |
| 44 | 7 octobre 2011    | Lima                 | Pérou - Paraguay | 2-0   | Éliminatoires de la Coupe du monde de football 2014 : zone Amérique du Sud |
| 45 | 16 octobre 2012   | Asuncion             | Paraguay - Pérou | 1-0   | Éliminatoires de la Coupe du monde de football 2014 : zone Amérique du Sud |
| 46 | 14 novembre 2014  | Asuncion             | Paraguay - Pérou | 2-1   | Match amical                                                               |
| 47 | 17 novembre 2014  | Lima                 | Pérou - Paraguay | 2-1   | Match amical                                                               |
| 48 | 3 juillet 2015    | Concepción           | Pérou - Paraguay | 2-0   | Copa América 2015 (match pour la 3e place)                                 |
| 49 | 13 novembre 2015  | Lima                 | Pérou - Paraguay | 1-0   | Éliminatoires de la Coupe du monde de football 2018 : zone Amérique du Sud |
| 50 | 10 novembre 2016  | Asuncion             | Paraguay - Pérou | 1-4   | Éliminatoires de la Coupe du monde de football 2018 : zone Amérique du Sud |
| 51 | 8 juin 2017       | Trujillo             | Pérou - Paraguay | 1-0   | Match amical                                                               |
| 52 | 22 mars 2019      | Harrison             | Pérou - Paraguay | 1-0   | Match amical                                                               |
| 53 | 8 octobre 2020    | Asuncion             | Paraguay - Pérou | 2-2   | Éliminatoires de la Coupe du monde de football 2022 : zone Amérique du Sud |
| 54 | 2 juillet 2021    | Goiânia              | Pérou - Paraguay | 3-3   | Copa América 2021 (quart de finale)                                        |
| 55 | 29 mars 2022      | Lima                 | Pérou - Paraguay | 2-0   | Éliminatoires de la Coupe du monde de football 2022 : zone Amérique du Sud |
| 56 | 16 novembre 2022  | Lima                 | Pérou - Paraguay | 1-0   | Match amical                                                               |
| 58 | 7 septembre 2023  | Ciudad del Este      | Paraguay - Pérou | 0-0   | Éliminatoires de la Coupe du monde de football 2026 : zone Amérique du Sud |
| 59 | 7 juin 2024       | Lima                 | Pérou - Paraguay | 0-0   | Match amical                                                               |

#### Bilan
- Total de matchs disputés : 59
- Victoires du Pérou : 18
- Victoires du Paraguay : 23
- Matchs nuls : 17
- Total de buts marqués par le Pérou : 67
- Total de buts marqués par le Paraguay : 77

### Pays-Bas

#### Confrontations
Confrontations entre les Pays-Bas et le Pérou en matchs officiels :
|   | Date             | Lieu      | Match            | Score | Compétition                    |
| - | ---------------- | --------- | ---------------- | ----- | ------------------------------ |
| 1 | 3 mai 1972       | Rotterdam | Pays-Bas - Pérou | 3-0   | Match amical                   |
| 2 | 7 juin 1978      | Mendoza   | Pays-Bas - Pérou | 0-0   | Coupe du monde 1978 (Groupe 4) |
| 3 | 10 octobre 1998  | Eindhoven | Pays-Bas - Pérou | 2-0   | Match amical                   |
| 4 | 6 septembre 2018 | Amsterdam | Pays-Bas - Pérou | 2-1   | Match amical                   |

#### Bilan
Au 7 septembre 2018
- Total de matchs disputés : 4
- Victoires du Pérou : 0
- Matchs nuls : 1
- Victoires des Pays-Bas : 3
- Total de buts marqués par le Pérou : 1
- Total de buts marqués par les Pays-Bas : 7

### Pologne

#### Confrontations
Confrontations entre la Pologne et le Pérou en matchs officiels :
| Date         | Lieu       | Match           | Score | Compétition                           |
| ------------ | ---------- | --------------- | ----- | ------------------------------------- |
| 10 juin 1977 | Lima       | Pérou - Pologne | 1-3   | Match amical                          |
| 18 juin 1978 | Mendoza    | Pologne - Pérou | 1-0   | Coupe du monde 1978 (2e tour - gr. B) |
| 22 juin 1982 | La Corogne | Pologne - Pérou | 5-1   | Coupe du monde 1982 (Groupe 1)        |

#### Bilan
| Rang | Équipe  | Pts | J | G | N | P | Bp | Bc | Diff |
| ---- | ------- | --- | - | - | - | - | -- | -- | ---- |
| 1    | Pologne | 9   | 3 | 3 | 0 | 0 | 9  | 2  | +7   |
| 2    | Pérou   | 0   | 3 | 0 | 0 | 3 | 2  | 9  | -7   |

## Q

### Qatar

#### Confrontations
Confrontations entre le Qatar et le Pérou en matchs officiels :
|   | Date             | Lieu | Match         | Score | Compétition  |
| - | ---------------- | ---- | ------------- | ----- | ------------ |
| 1 | 9 septembre 2014 | Doha | Qatar - Pérou | 0-2   | Match amical |

#### Bilan
- Total de matchs disputés : 1
- Victoires du Pérou : 1
- Victoires du Qatar : 0
- Matchs nuls : 0
- Total de buts marqués par le Pérou : 2
- Total de buts marqués par le Qatar : 0

## R

### République dominicaine

#### Confrontations
Confrontations entre la République dominicaine et le Pérou : 
|   | Date         | Lieu | Match                          | Score | Compétition  |
| - | ------------ | ---- | ------------------------------ | ----- | ------------ |
| 1 | 26 mars 2024 | Lima | Pérou - République dominicaine | 4-1   | Match amical |

#### Bilan
- Total de matchs disputés : 1
- Victoires du Pérou : 4
- Victoires de la République dominicaine : 1
- Matchs nuls : 0
- Total de buts marqués par le Pérou : 4
- Total de buts marqués par la République dominicaine : 1

### Roumanie

#### Confrontations
Confrontations entre la Roumanie et le Pérou en matchs officiels :
| Date            | Lieu       | Match            | Score | Compétition                   |
| --------------- | ---------- | ---------------- | ----- | ----------------------------- |
| 14 juillet 1930 | Montevideo | Roumanie - Pérou | 3-1   | Coupe du monde 1930 (Poule 3) |
| 9 février 1970  | Lima       | Pérou - Roumanie | 1-1   | Match amical                  |
| 23 avril 1972   | Bucarest   | Roumanie - Pérou | 2-2   | Match amical                  |
| 16 mai 1982     | Lima       | Pérou - Roumanie | 2-0   | Match amical                  |
| 3 février 1993  | Lima       | Pérou - Roumanie | 0-2   | Match amical                  |

#### Bilan
| Rang | Équipe   | Pts | J | G | N | P | Bp | Bc | Diff |
| ---- | -------- | --- | - | - | - | - | -- | -- | ---- |
| 1    | Roumanie | 8   | 5 | 2 | 2 | 1 | 8  | 6  | +2   |
| 2    | Pérou    | 5   | 5 | 1 | 2 | 2 | 6  | 8  | -2   |

### Russie et URSS

#### Confrontations
Confrontations entre l'URSS puis la Russie et le Pérou en matchs officiels :
|   | Date            | Lieu | Match        | Score | Compétition  |
| - | --------------- | ---- | ------------ | ----- | ------------ |
| 1 | 14 février 1970 | Lima | Pérou - URSS | 0-0   | Match amical |
| 2 | 20 février 1970 | Lima | Pérou - URSS | 0-2   | Match amical |
| 3 | 19 avril 1972   | Kiev | URSS - Pérou | 2-0   | Match amical |

#### Bilan
- Total de matchs disputés : 3
- Victoires du Pérou : 0
- Victoires de l'URSS puis la Russie : 2
- Matchs nuls : 1
- Total de buts marqués par le Pérou : 0
- Total de buts marqués par l'URSS puis la Russie : 4

## S

### Salvador

#### Confrontations
Confrontations entre le Salvador et le Pérou en matchs officiels :
|   | Date              | Lieu         | Match            | Score | Compétition  |
| - | ----------------- | ------------ | ---------------- | ----- | ------------ |
| 1 | 14 mai 1969       | San Salvador | Salvador - Pérou | 1-4   | Match amical |
| 2 | 21 avril 1970     | Lima         | Pérou - Salvador | 3-0   | Match amical |
| 3 | 6 février 2009    | Los Angeles  | Salvador - Pérou | 1-0   | Match amical |
| 4 | 28 mai 2016       | Washington   | Pérou - Salvador | 3-1   | Match amical |
| 5 | 26 mars 2019      | Washington   | Pérou - Salvador | 0-2   | Match amical |
| 6 | 27 septembre 2022 | Washington   | Pérou - Salvador | 4-1   | Match amical |

#### Bilan
Au 27 septembre 2022
- Total de matchs disputés : 6
- Victoires du Pérou : 4
- Victoires du Salvador : 2
- Matchs nuls : 0
- Total de buts marqués par le Pérou : 14
- Total de buts marqués par le Salvador : 6

### Serbie et Yougoslavie

#### Confrontations
Confrontations entre la Yougoslavie puis la Serbie et le Pérou en matchs officiels :
| Date         | Lieu     | Match               | Score | Compétition                     |
| ------------ | -------- | ------------------- | ----- | ------------------------------- |
| 25 juin 1972 | Curitiba | Yougoslavie - Pérou | 2-1   | Coupe de l'Indépendance (gr. 3) |

#### Bilan
- Total de matchs disputés : 1
- Victoires du Pérou : 0
- Victoires de la Yougoslavie puis la Serbie : 1
- Matchs nuls : 0
- Total de buts marqués par le Pérou : 1
- Total de buts marqués par la Yougoslavie puis la Serbie : 2

### Slovaquie

#### Confrontations
Confrontations entre la Slovaquie et le Pérou en matchs officiels :
|   | Date             | Lieu | Match             | Score | Compétition  |
| - | ---------------- | ---- | ----------------- | ----- | ------------ |
| 1 | 25 juin 1995     | Lima | Pérou - Slovaquie | 1-0   | Match amical |
| 2 | 17 novembre 1999 | Lima | Pérou - Slovaquie | 2-1   | Match amical |

#### Bilan
- Total de matchs disputés : 2
- Victoires du Pérou : 2
- Victoires de la Slovaquie : 0
- Matchs nuls : 0
- Total de buts marqués par le Pérou : 3
- Total de buts marqués par la Slovaquie : 1

### Suède

#### Confrontations
Confrontations entre la Suède et le Pérou en matchs officiels :
|   | Date        | Lieu     | Match         | Score | Compétition  |
| - | ----------- | -------- | ------------- | ----- | ------------ |
| 1 | 9 juin 2018 | Göteborg | Suède - Pérou | 0-0   | Match amical |

#### Bilan
- Total de matchs disputés : 1
- Victoires du Pérou : 0
- Victoires de la Suède : 0
- Matchs nuls : 1
- Total de buts marqués par le Pérou : 0
- Total de buts marqués par la Suède : 0

### Suisse

#### Confrontations
Confrontations entre la Suisse et le Pérou en matchs officiels :
|   | Date        | Lieu    | Match          | Score | Compétition  |
| - | ----------- | ------- | -------------- | ----- | ------------ |
| 1 | 3 juin 2014 | Lucerne | Suisse - Pérou | 2-0   | Match amical |

#### Bilan
| Rang | Équipe | Pts | J | G | N | P | Bp | Bc | Diff |
| ---- | ------ | --- | - | - | - | - | -- | -- | ---- |
| 1    | Suisse | 3   | 1 | 1 | 0 | 0 | 2  | 0  | +2   |
| 2    | Pérou  | 0   | 1 | 0 | 0 | 1 | 0  | 2  | -2   |

## T

### Tchéquie et Tchécoslovaquie

#### Confrontations
Confrontations entre la Tchécoslovaquie puis la Tchéquie et le Pérou en matchs officiels.
|   | Date           | Lieu      | Match                   | Score | Compétition      |
| - | -------------- | --------- | ----------------------- | ----- | ---------------- |
| 1 | 4 février 1970 | Lima      | Pérou - Tchécoslovaquie | 0-2   | Match amical     |
| 2 | 7 février 1970 | Lima      | Pérou - Tchécoslovaquie | 2-1   | Match amical     |
| 3 | 4 février 1981 | Lima      | Pérou - Tchécoslovaquie | 1-3   | Match amical     |
| 4 | 4 juin 2011    | Matsumoto | Tchéquie - Pérou        | 0-0   | Coupe Kirin 2011 |

#### Bilan
- Total de matchs disputés : 4
- Victoires du Pérou : 1
- Victoires de la Tchécoslovaquie et de la Tchéquie : 2
- Matchs nuls : 1
- Total de buts marqués par le Pérou : 3
- Total de buts marqués par la Tchécoslovaquie et la Tchéquie : 6

### Trinité-et-Tobago

#### Confrontations
Confrontations entre Trinité-et-Tobago et le Pérou en matchs officiels :
|   | Date           | Lieu           | Match                     | Score | Compétition  |
| - | -------------- | -------------- | ------------------------- | ----- | ------------ |
| 1 | 16 juin 1989   | Port-d'Espagne | Trinité-et-Tobago - Pérou | 2-1   | Match amical |
| 2 | 10 mai 2006    | Port-d'Espagne | Trinité-et-Tobago - Pérou | 1-1   | Match amical |
| 3 | 6 février 2013 | Couva          | Trinité-et-Tobago - Pérou | 0-2   | Match amical |
| 4 | 26 mars 2013   | Lima           | Pérou - Trinité-et-Tobago | 3-0   | Match amical |
| 5 | 23 mai 2013    | Lima           | Pérou - Trinité-et-Tobago | 4-0   | Match amical |

#### Bilan
- Total de matchs disputés : 5
- Victoires du Pérou : 3
- Victoires de Trinité-et-Tobago : 1
- Matchs nuls : 1
- Total de buts marqués par le Pérou : 11
- Total de buts marqués par Trinité-et-Tobago : 3

### Tunisie

#### Confrontations
Confrontations entre la Tunisie et le Pérou en matchs officiels :
| Date            | Lieu  | Match           | Score | Compétition  |
| --------------- | ----- | --------------- | ----- | ------------ |
| 29 février 2012 | Tunis | Tunisie - Pérou | 1-1   | Match amical |

#### Bilan
| Rang | Équipe  | Pts | J | G | N | P | Bp | Bc | Diff |
| ---- | ------- | --- | - | - | - | - | -- | -- | ---- |
| 1    | Pérou   | 1   | 1 | 0 | 1 | 0 | 1  | 1  | 0    |
| 2    | Tunisie | 1   | 1 | 0 | 1 | 0 | 1  | 1  | 0    |

## U

### Uruguay

#### Confrontations
Confrontations entre le Pérou et l'Uruguay en matchs officiels.
|    | Date              | Lieu           | Match           | Score           | Compétition                                                                |
| -- | ----------------- | -------------- | --------------- | --------------- | -------------------------------------------------------------------------- |
| 1  | 1er novembre 1927 | Lima           | Pérou - Uruguay | 0-4             | Championnat sud-américain de football de 1927                              |
| 2  | 11 novembre 1929  | Buenos Aires   | Uruguay - Pérou | 4-1             | Championnat sud-américain de football de 1929                              |
| 3  | 18 juillet 1930   | Montevideo     | Uruguay - Pérou | 1-0             | Coupe du monde 1930 (Poule 3)                                              |
| 4  | 13 janvier 1935   | Lima           | Pérou - Uruguay | 0-1             | Championnat sud-américain de football de 1935                              |
| 5  | 6 janvier 1937    | Buenos Aires   | Uruguay - Pérou | 4-2             | Championnat sud-américain de football de 1937                              |
| 6  | 12 février 1939   | Lima           | Pérou - Uruguay | 2-1             | Championnat sud-américain de football de 1939                              |
| 7  | 26 février 1941   | Santiago       | Uruguay - Pérou | 2-0             | Championnat sud-américain de football de 1941                              |
| 8  | 1er février 1942  | Montevideo     | Uruguay - Pérou | 3-0             | Championnat sud-américain de football de 1942                              |
| 9  | 26 décembre 1947  | Guayaquil      | Uruguay - Pérou | 1-0             | Championnat sud-américain de football de 1947                              |
| 10 | 4 mai 1949        | Rio de Janeiro | Pérou - Uruguay | 4-3             | Championnat sud-américain de football de 1949                              |
| 11 | 30 mars 1952      | Santiago       | Uruguay - Pérou | 5-2             | Championnat panaméricain de football 1952                                  |
| 12 | 28 mars 1953      | Lima           | Pérou - Uruguay | 0-3             | Championnat sud-américain de football de 1953                              |
| 13 | 30 mars 1955      | Santiago       | Pérou - Uruguay | 2-1             | Championnat sud-américain de football de 1955                              |
| 14 | 28 janvier 1956   | Montevideo     | Uruguay - Pérou | 2-0             | Championnat sud-américain de football de 1956                              |
| 15 | 6 avril 1957      | Lima           | Pérou - Uruguay | 5-3             | Championnat sud-américain de football de 1957                              |
| 16 | 14 mars 1959      | Buenos Aires   | Pérou - Uruguay | 5-3             | Championnat sud-américain de football de 1959 (Argentine)                  |
| 17 | 6 juin 1965       | Lima           | Pérou - Uruguay | 0-1             | Qualification pour la Coupe du monde 1966 (zone AmSud - gr. 1)             |
| 18 | 13 juin 1965      | Montevideo     | Uruguay - Pérou | 2-1             | Qualification pour la Coupe du monde 1966 (zone AmSud - gr. 1)             |
| 19 | 28 juillet 1967   | Lima           | Pérou - Uruguay | 0-1             | Match amical                                                               |
| 20 | 30 juillet 1967   | Lima           | Pérou - Uruguay | 1-2             | Match amical                                                               |
| 21 | 27 juin 1969      | Lima           | Pérou - Uruguay | 1-0             | Match amical                                                               |
| 22 | 31 mars 1970      | Montevideo     | Uruguay - Pérou | 2-0             | Match amical                                                               |
| 23 | 12 octobre 1976   | Lima           | Pérou - Uruguay | 0-0             | Match amical                                                               |
| 24 | 24 novembre 1976  | Montevideo     | Uruguay - Pérou | 0-0             | Match amical                                                               |
| 25 | 30 août 1979      | Lima           | Pérou - Uruguay | 2-0             | Match amical                                                               |
| 26 | 18 juillet 1980   | Montevideo     | Uruguay - Pérou | 0-0             | Match amical                                                               |
| 27 | 12 novembre 1980  | Lima           | Pérou - Uruguay | 1-1             | Match amical                                                               |
| 28 | 23 août 1981      | Montevideo     | Uruguay - Pérou | 1-2             | Qualification pour la Coupe du monde 1982 (zone AmSud - gr. 2)             |
| 29 | 6 septembre 1981  | Lima           | Pérou - Uruguay | 0-0             | Qualification pour la Coupe du monde 1982 (zone AmSud - gr. 2)             |
| 30 | 18 juillet 1983   | Montevideo     | Uruguay - Pérou | 1-1             | Match amical                                                               |
| 31 | 11 août 1983      | Lima           | Pérou - Uruguay | 1-1             | Match amical                                                               |
| 32 | 13 octobre 1983   | Lima           | Pérou - Uruguay | 0-1             | Copa América 1983 (demi-finale aller)                                      |
| 33 | 20 octobre 1983   | Montevideo     | Uruguay - Pérou | 1-1             | Copa América 1983 (demi-finale retour)                                     |
| 34 | 10 septembre 1984 | Montevideo     | Uruguay - Pérou | 2-0             | Match amical                                                               |
| 35 | 3 octobre 1984    | Lima           | Pérou - Uruguay | 1-3             | Match amical                                                               |
| 36 | 27 février 1985   | Montevideo     | Uruguay - Pérou | 2-2             | Match amical                                                               |
| 37 | 23 avril 1985     | Lima           | Pérou - Uruguay | 2-1             | Match amical                                                               |
| 38 | 14 décembre 1988  | Montevideo     | Uruguay - Pérou | 3-0             | Match amical                                                               |
| 39 | 27 août 1989      | Lima           | Pérou - Uruguay | 0-2             | Qualification pour la Coupe du monde 1990 (zone AmSud - gr. 1)             |
| 40 | 24 septembre 1989 | Montevideo     | Uruguay - Pérou | 2-0             | Qualification pour la Coupe du monde 1990 (zone AmSud - gr. 1)             |
| 41 | 12 juin 1991      | Lima           | Pérou - Uruguay | 1-0             | Match amical                                                               |
| 42 | 20 juin 1991      | Montevideo     | Uruguay - Pérou | 0-0             | Match amical                                                               |
| 43 | 13 juillet 1993   | Lima           | Pérou - Uruguay | 1-2             | Match amical                                                               |
| 44 | 17 juillet 1993   | Montevideo     | Uruguay - Pérou | 3-0             | Match amical                                                               |
| 45 | 19 octobre 1994   | Lima           | Pérou - Uruguay | 0-1             | Match amical                                                               |
| 46 | 5 avril 1995      | Montevideo     | Uruguay - Pérou | 1-0             | Match amical                                                               |
| 47 | 15 décembre 1996  | Montevideo     | Uruguay - Pérou | 2-0             | Qualification pour la Coupe du monde 1998 : zone Amérique du Sud           |
| 48 | 12 juin 1997      | Sucre          | Pérou - Uruguay | 1-0             | Copa América 1997 (gr. B)                                                  |
| 49 | 10 septembre 1997 | Lima           | Pérou - Uruguay | 2-1             | Qualification pour la Coupe du monde 1998 : zone Amérique du Sud           |
| 50 | 26 juillet 2000   | Montevideo     | Uruguay - Pérou | 0-0             | Qualification pour la Coupe du monde 2002 : zone Amérique du Sud           |
| 51 | 4 septembre 2001  | Lima           | Pérou - Uruguay | 0-2             | Qualification pour la Coupe du monde 2002 : zone Amérique du Sud           |
| 52 | 24 juillet 2003   | Lima           | Pérou - Uruguay | 3-4             | Match amical                                                               |
| 53 | 30 juillet 2003   | Montevideo     | Uruguay - Pérou | 1-0             | Match amical                                                               |
| 54 | 1er juin 2004     | Montevideo     | Uruguay - Pérou | 1-3             | Qualification pour la Coupe du monde 2006 : zone Amérique du Sud           |
| 55 | 7 juin 2005       | Lima           | Pérou - Uruguay | 0-0             | Qualification pour la Coupe du monde 2006 : zone Amérique du Sud           |
| 56 | 26 juin 2007      | Mérida         | Pérou - Uruguay | 3-0             | Copa América 2007 (gr. A)                                                  |
| 57 | 17 juin 2008      | Montevideo     | Uruguay - Pérou | 6-0             | Éliminatoires de la Coupe du monde de football 2010 : zone Amérique du Sud |
| 58 | 5 septembre 2009  | Lima           | Pérou - Uruguay | 1-0             | Éliminatoires de la Coupe du monde de football 2010 : zone Amérique du Sud |
| 59 | 4 juillet 2011    | Mendoza        | Uruguay - Pérou | 1-1             | Copa América 2011 (gr. C)                                                  |
| 60 | 19 juillet 2011   | La Plata       | Uruguay - Pérou | 2-0             | Copa América 2011 (demi-finale)                                            |
| 61 | 10 juin 2012      | Montevideo     | Uruguay - Pérou | 4-2             | Éliminatoires de la Coupe du monde de football 2014 : zone Amérique du Sud |
| 62 | 6 septembre 2013  | Lima           | Pérou - Uruguay | 1-2             | Éliminatoires de la Coupe du monde de football 2014 : zone Amérique du Sud |
| 63 | 29 mars 2016      | Montevideo     | Uruguay - Pérou | 1-0             | Éliminatoires de la Coupe du monde de football 2018 : zone Amérique du Sud |
| 64 | 28 mars 2017      | Lima           | Pérou - Uruguay | 2-1             | Éliminatoires de la Coupe du monde de football 2018 : zone Amérique du Sud |
| 65 | 29 juin 2019      | Salvador       | Uruguay - Pérou | 0-0 (tab : 4-5) | Copa América 2019 (quart de finale)                                        |
| 66 | 11 octobre 2019   | Montevideo     | Uruguay - Pérou | 1-0             | Match amical                                                               |
| 67 | 15 octobre 2019   | Lima           | Pérou - Uruguay | 1-1             | Match amical                                                               |
| 68 | 2 septembre 2021  | Lima           | Pérou - Uruguay | 1-1             | Éliminatoires de la Coupe du monde de football 2022 : zone Amérique du Sud |
| 69 | 24 mars 2022      | Montevideo     | Uruguay - Pérou | 1-0             | Éliminatoires de la Coupe du monde de football 2022 : zone Amérique du Sud |
| 70 | 11 octobre 2024   | Lima           | Pérou - Uruguay | 1-0             | Éliminatoires de la Coupe du monde de football 2026 : Zone Amérique du Sud |

#### Bilan
Au 24 mars 2022 :
- Total de matchs disputés : 70
- Victoires de l'Uruguay : 38
- Victoires du Pérou : 16
- Matchs nuls : 16
- Total de buts marqués par l'Uruguay : 111
- Total de buts marqués par le Pérou : 61

## V

### Venezuela

#### Confrontations
Confrontations entre le Venezuela et le Pérou en matchs officiels :
|    | Date              | Lieu            | Match             | Score | Compétition                                                                |
| -- | ----------------- | --------------- | ----------------- | ----- | -------------------------------------------------------------------------- |
| 1  | 17 août 1938      | Bogota          | Pérou - Venezuela | 2-1   | Jeux bolivariens de 1938 (tour final)                                      |
| 2  | 16 mai 1965       | Lima            | Pérou - Venezuela | 1-0   | Qualification pour la Coupe du monde 1966 (zone AmSud - gr. 1)             |
| 3  | 2 juin 1965       | Caracas         | Venezuela - Pérou | 3-6   | Qualification pour la Coupe du monde 1966 (zone AmSud - gr. 1)             |
| 4  | 18 juin 1972      | Manaus          | Pérou - Venezuela | 1-0   | Coupe de l'Indépendance (gr. 3)                                            |
| 5  | 2 juin 1985       | San Cristóbal   | Venezuela - Pérou | 0-1   | Qualification pour la Coupe du monde 1986 (zone AmSud - gr. 1)             |
| 6  | 16 juin 1985      | Lima            | Pérou - Venezuela | 4-1   | Qualification pour la Coupe du monde 1986 (zone AmSud - gr. 1)             |
| 7  | 18 mai 1989       | Lima            | Pérou - Venezuela | 2-1   | Match amical                                                               |
| 8  | 25 juin 1989      | San Cristóbal   | Venezuela - Pérou | 3-1   | Match amical                                                               |
| 9  | 5 juillet 1989    | Salvador        | Pérou - Venezuela | 1-1   | Copa América 1989 (gr. A)                                                  |
| 10 | 12 juillet 1991   | Santiago        | Pérou - Venezuela | 5-1   | Copa América 1991 (gr. A)                                                  |
| 11 | 23 janvier 1993   | Puerto La Cruz  | Venezuela - Pérou | 0-0   | Match amical                                                               |
| 12 | 11 juin 1993      | Arequipa        | Pérou - Venezuela | 3-1   | Match amical                                                               |
| 13 | 10 novembre 1996  | Lima            | Pérou - Venezuela | 4-1   | Qualification pour la Coupe du monde 1998 : zone Amérique du Sud           |
| 14 | 18 juin 1997      | Sucre           | Pérou - Venezuela | 2-0   | Copa América 1997 (gr. B)                                                  |
| 15 | 20 août 1997      | Barinas         | Venezuela - Pérou | 0-3   | Qualification pour la Coupe du monde 1998 : zone Amérique du Sud           |
| 16 | 20 juin 1999      | Valencia        | Venezuela - Pérou | 3-0   | Match amical                                                               |
| 17 | 23 juin 1999      | Lima            | Pérou - Venezuela | 3-0   | Match amical                                                               |
| 18 | 16 août 2000      | Lima            | Pérou - Venezuela | 1-0   | Qualification pour la Coupe du monde 2002 : zone Amérique du Sud           |
| 19 | 6 octobre 2001    | San Cristóbal   | Venezuela - Pérou | 3-0   | Qualification pour la Coupe du monde 2002 : zone Amérique du Sud           |
| 20 | 26 juin 2003      | Miami           | Pérou - Venezuela | 1-0   | Match amical                                                               |
| 21 | 6 juin 2004       | Lima            | Pérou - Venezuela | 0-0   | Qualification pour la Coupe du monde 2006 : zone Amérique du Sud           |
| 22 | 9 juillet 2004    | Lima            | Pérou - Venezuela | 3-1   | Copa América 2004 (gr. A)                                                  |
| 23 | 3 septembre 2005  | Maracaibo       | Venezuela - Pérou | 4-1   | Qualification pour la Coupe du monde 2006 : zone Amérique du Sud           |
| 24 | 30 juin 2007      | San Cristóbal   | Venezuela - Pérou | 2-0   | Copa América 2007 (gr. A)                                                  |
| 25 | 6 septembre 2008  | Lima            | Pérou - Venezuela | 1-0   | Éliminatoires de la Coupe du monde de football 2010 : zone Amérique du Sud |
| 26 | 9 septembre 2009  | Puerto La Cruz  | Venezuela - Pérou | 3-1   | Éliminatoires de la Coupe du monde de football 2010 : zone Amérique du Sud |
| 27 | 23 juillet 2011   | La Plata        | Pérou - Venezuela | 4-1   | Copa América 2011 (match pour la 3e place)                                 |
| 28 | 7 septembre 2012  | Lima            | Pérou - Venezuela | 2-1   | Éliminatoires de la Coupe du monde de football 2014 : zone Amérique du Sud |
| 29 | 10 septembre 2013 | Puerto La Cruz  | Venezuela - Pérou | 3-2   | Éliminatoires de la Coupe du monde de football 2014 : zone Amérique du Sud |
| 30 | 31 mars 2015      | Fort Lauderdale | Venezuela - Pérou | 1-0   | Match amical                                                               |
| 31 | 18 juin 2015      | Valparaíso      | Pérou - Venezuela | 1-0   | Copa América 2015 (gr. C)                                                  |
| 32 | 24 mars 2016      | Lima            | Pérou - Venezuela | 2-2   | Éliminatoires de la Coupe du monde de football 2018 : zone Amérique du Sud |
| 33 | 23 mars 2017      | Maturín         | Venezuela - Pérou | 2-2   | Éliminatoires de la Coupe du monde de football 2018 : zone Amérique du Sud |
| 34 | 15 juin 2019      | Porto Alegre    | Venezuela - Pérou | 0-0   | Copa América 2019 (gr. A)                                                  |
| 35 | 27 juin 2021      | Brasilia        | Venezuela - Pérou | 0-1   | Copa América 2021 (gr. B)                                                  |
| 36 | 5 septembre 2021  | Lima            | Pérou - Venezuela | 1-0   | Éliminatoires de la Coupe du monde de football 2022 : zone Amérique du Sud |
| 37 | 16 novembre 2021  | Caracas         | Venezuela - Pérou | 1-2   | Éliminatoires de la Coupe du monde de football 2022 : zone Amérique du Sud |
| 38 | 21 novembre 2023  |                 | Pérou - Venezuela | 1-1   | Éliminatoires de la Coupe du monde de football 2026 : zone Amérique du Sud |

#### Bilan
Au 23 novembre 2021 :
- Total de matchs disputés : 37
- Victoires du Pérou : 23
- Victoires du Venezuela : 8
- Matchs nuls : 7
- Total de buts marqués par le Pérou : 64
- Total de buts marqués par le Venezuela : 40